# Confetti
Pour les articles homonymes, voir confetti (homonymie).

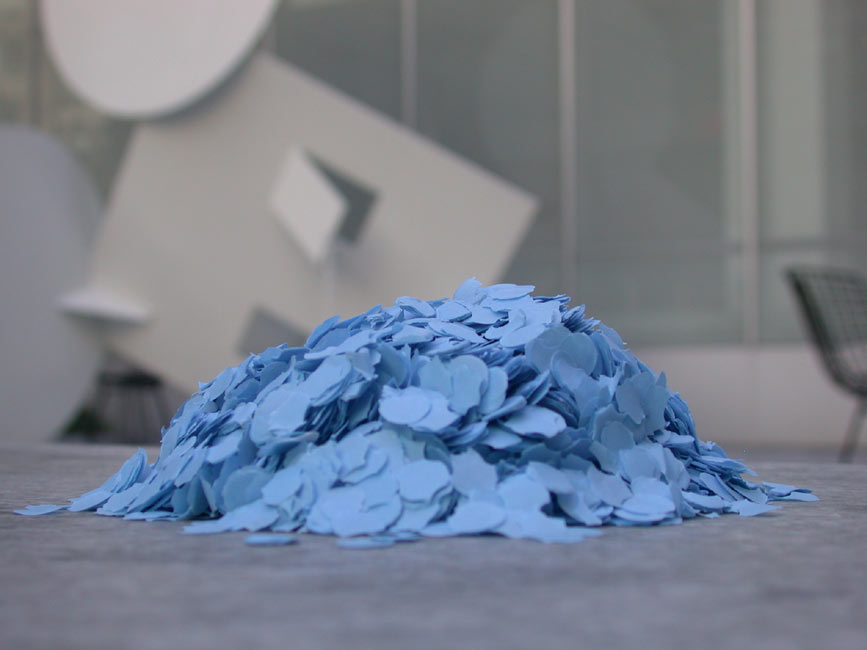
Des confettis en papier coloré.

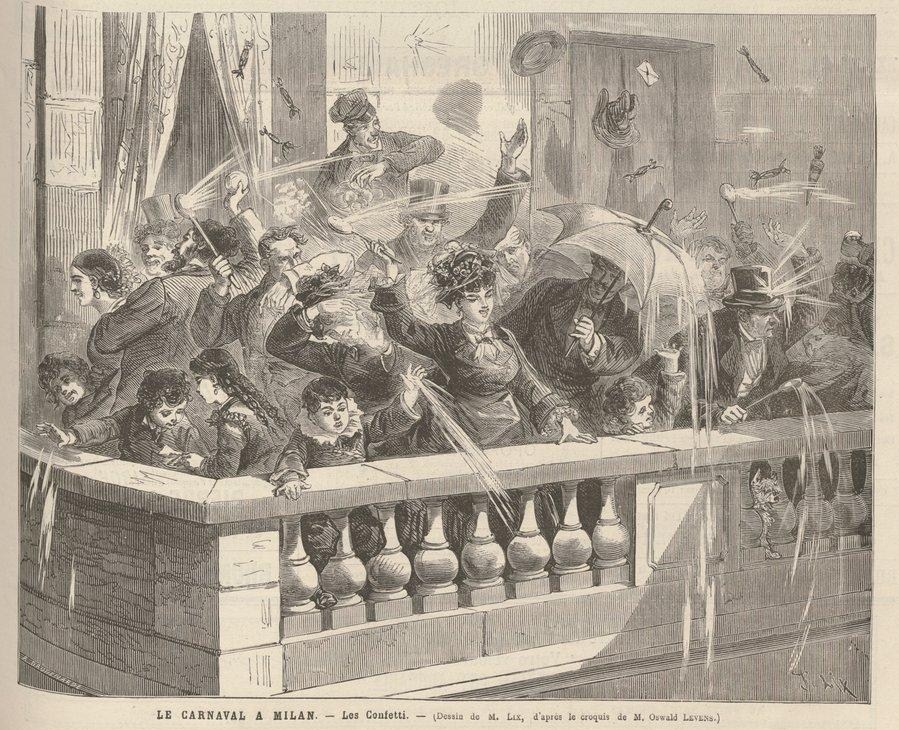
Bataille de confettis en plâtre au Carnaval de Milan 1884.

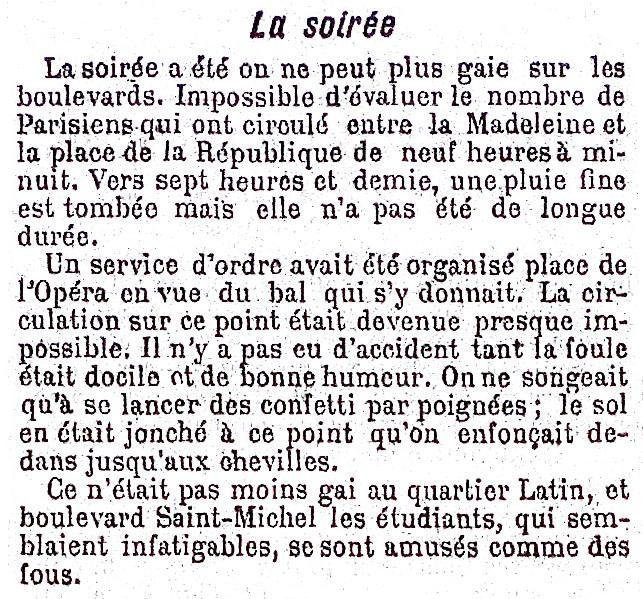
Échos de la Mi-Carême 1895 à Paris.

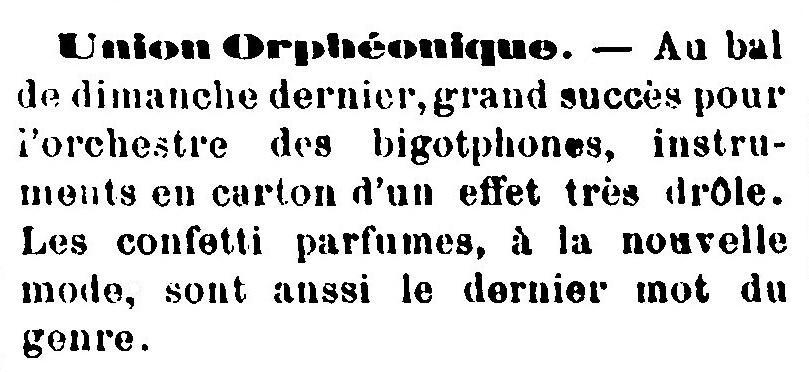
Bigophones et confettis parfumés à Arcachon en 1896.

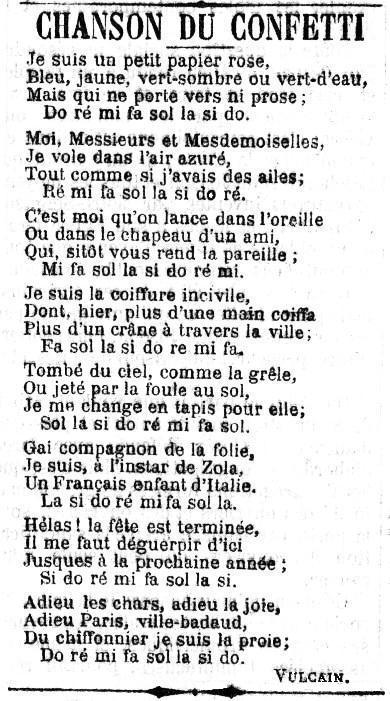
La Croix, 19 mars 1898.

Les confettis sont des projectiles festifs qu'on lance au moment de certaines fêtes et tout particulièrement durant le carnaval. Les confettis peuvent être constitués de divers matériaux tels que le papier, plastique, métal (aluminium,..) ou matières organiques (pétales de fleurs, feuilles,...).

## Impact environnemental
En milieu urbain les confettis s'accumulent dans les recoins des rigoles et avaloirs et s'infiltrent dans les égouts et les eaux usées. Cela engendre des dépenses en matière d'assainissement et de la pollution des eaux. L'effet de cette pollution varie selon la biodégradabilité des confettis utilisés. Les confettis en papier se dégradent relativement rapidement mais sont souvent enduits d'encres ou d'agents de blanchiment plus ou moins toxiques pour l'environnement.
Les confettis en papier biodégradable non-toxiques sont relativement rares et difficiles à trouver. Les confettis « bio » faits de pétales de fleurs ou de feuilles séchées perforées sont les plus respectueux de l'environnement.
Limiter les volumes, zones et moments d'utilisations des confettis permet aussi de limiter leur impact environnemental.

## Histoire du confetti
(février 2021).
Initialement, ce furent des dragées, d'où le nom qui lui est resté, puis des boulettes de plâtre, appelés quelquefois en France confetti italiens, et, enfin, de nos jours, des petits morceaux de papier ronds de différentes couleurs. Ils sont très souvent associés au serpentin, appelé aussi à ses débuts spirale ou spirale-opéra, dont la vogue mondiale commença au Carnaval de Paris 1892.
Le lieu de leur invention est inconnu. Cependant, il est certain que leur lancement mondial eut lieu au Carnaval de Paris en décembre 1891. Ils étaient utilisés jadis au carnaval en quantité bien plus importante qu'aujourd'hui. Les confettis en papier étaient couramment vendus au kilogramme. Il exista aussi autrefois des confettis en papier parfumé.

### Origine et orthographe du mot

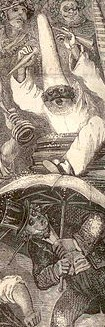
Au Carnaval de Rome 1857, on brandit des cornets de confettis au-dessus d'un Romain qui cherche à s'en abriter avec un parapluie.

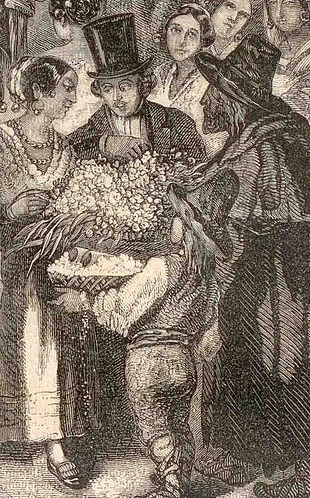
Marchands ambulants au Carnaval de Rome en 1857 : l'enfant vend des confettis en plâtre et sucre, le vieil homme des bouquets.

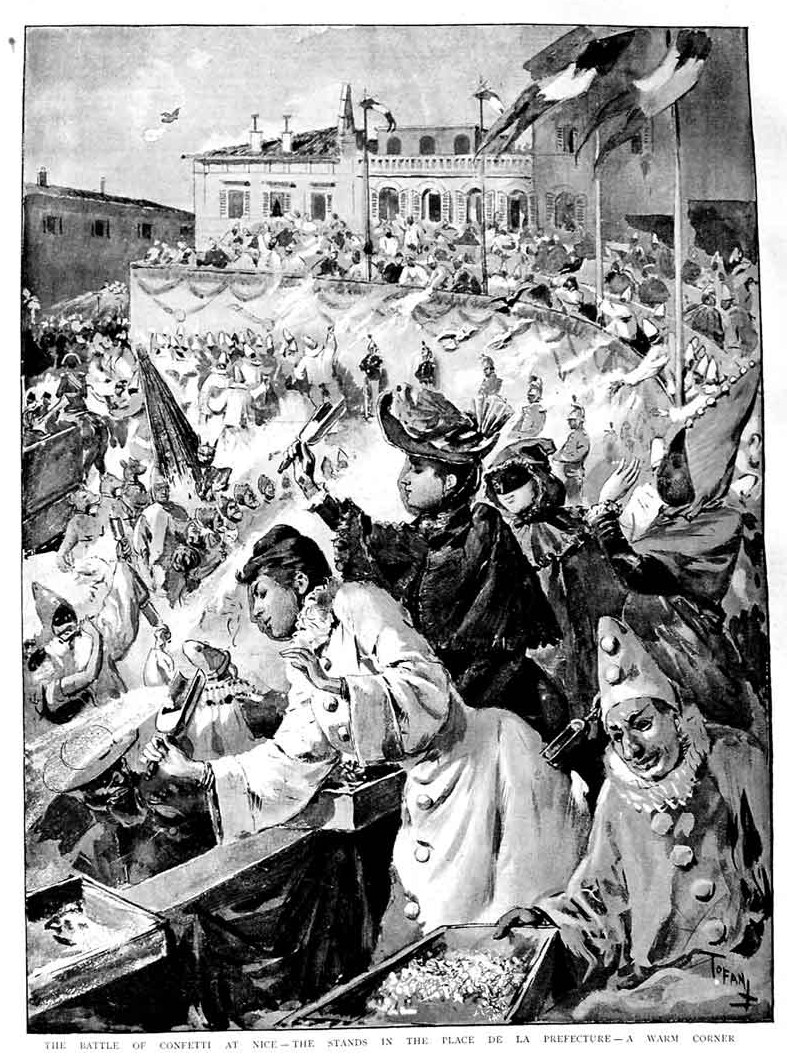
Bataille de confettis en plâtre place de la Préfecture au Carnaval de Nice en 1891.

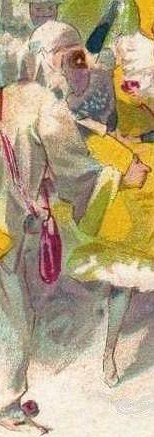
Équipement pour la bataille de confettis en plâtre à Nice en 1904 : sac, pelle, masque de protection.

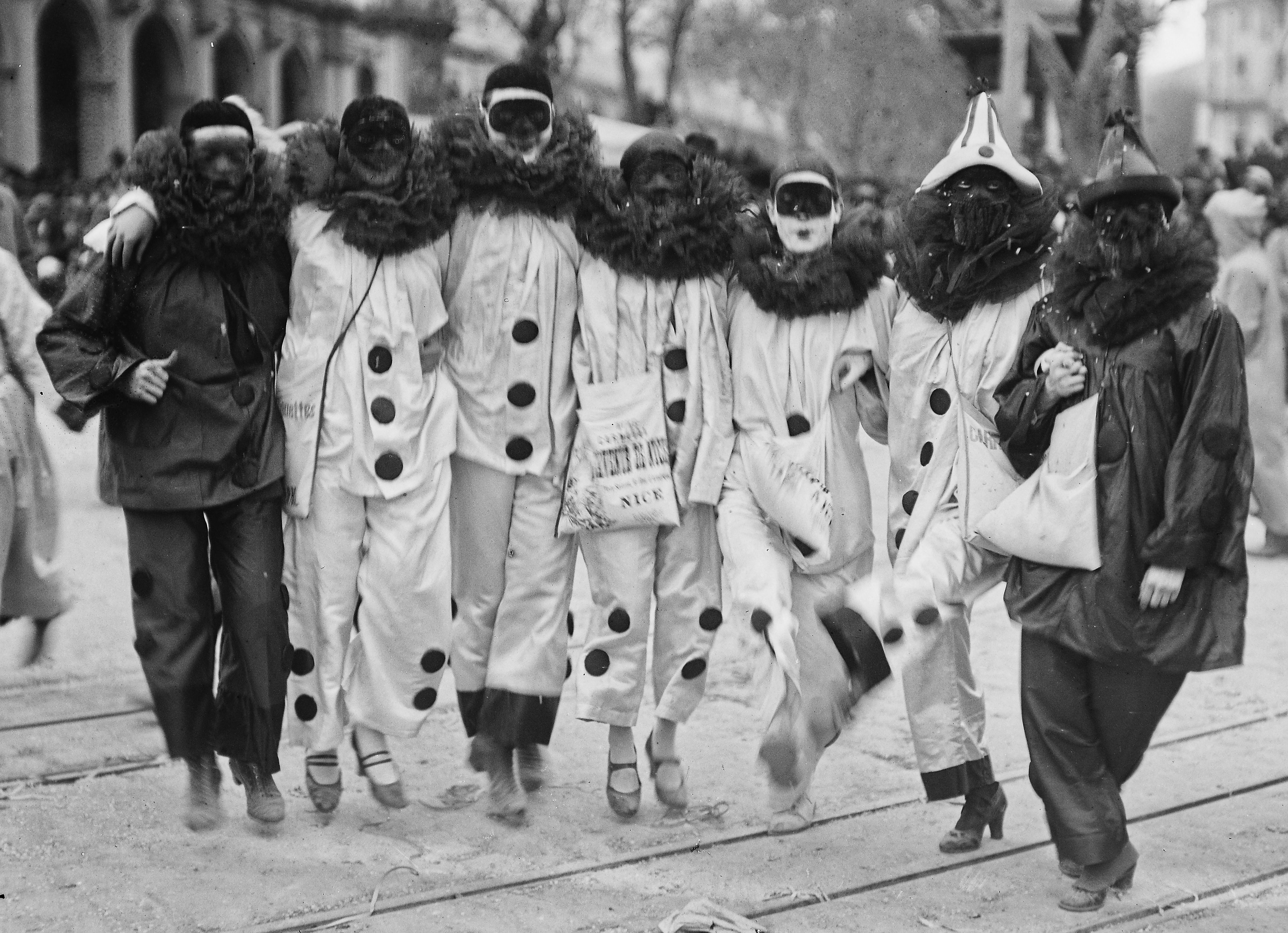
Trois Pierrots au Carnaval de Nice en 1921 : celui du milieu porte un sac à confettis.

À l'origine, les confettis jetés au Carnaval étaient des sortes de dragées. Le mot signifie « dragées » en italien.
Or, le mot dragée n'avait pas tout à fait le même sens qu'aujourd'hui ; en effet selon l'Encyclopédie, les dragées étaient, « des especes de petites confitures seches faites de menus fruits, graines ou morceaux d'écorce ou racines odoriférantes & aromatiques, & incrustés ou couverts d'un sucre très dur & très blanc ». En italien, on ne dit pas confetti (en l'occurrence confetto, qui veut dire aussi bien fruit confit ou préparé) pour désigner les petites bouts de papiers festifs mais coriandoli [di carta], dont l'étymologie rappelle la graine de coriandre (ou d'anis) enrobé de sucre blanchi et que l'on se jetait ou s'offrait pendant les fêtes au moins depuis la fin du XVIe siècle.
Orthographe – Pour le pluriel, l'orthographe italienne confetti a jadis été souvent employée dans la rédaction de textes en français.
Cependant, aujourd'hui, le pluriel correct du mot confetti se forme par l'ajout d'un « s » à la fin, car, quand un mot d'origine étrangère est intégré à la langue française, il cesse d'être soumis aux règles grammaticales de son pays d'origine pour être soumis aux règles grammaticales françaises (rapport du Conseil supérieur de la langue française publié dans les documents administratifs du Journal officiel du 6 décembre 1990).

### Confettis dragées et boulettes de plâtre
Le lancer de bonbons se pratique toujours au Carnaval, en Allemagne. Il en existe au moins un exemple connu au Carnaval de Paris en 1834.
Le Journal des débats relève cette année-là que :

« Les masques étaient peu nombreux. 
On remarquait seulement plusieurs landaus chargés de masques élégants. Deux voitures surtout, accompagnées chacune d'une nombreuse cavalcade, précédées par des piqueurs et des sonneurs de trompe, ont animé la promenade par la beauté, la variété et le bon goût historique des costumes, ainsi que par l'élégance de leur attelage a quatre chevaux. D'une de ces voitures on lançait au public des dragées et des oranges, particularité toute nouvelle à Paris, et empruntée aux usages du carnaval de Rome. »

En France, le jet de confettis-dragées existait jadis dans les fêtes et pas seulement au Carnaval. Comme on peut le voir, par exemple, en 1840, lors de la cérémonie du baptême et de la bénédiction de la cloche paroissiale à Étréchy, commune située près d'Étampes :

« À ce moment, une foule immense entoura la salle du festin où l'on vit pleuvoir une grêle de dragées; la joie était grande sur tous les visages, et l'enthousiasme à son comble. »

En 1861, parlant du Carnaval de Naples douze années auparavant, Marc Monnier écrit :

« On me dit qu'on veut le ressusciter maintenant et qu'après douze années de carême assombries par la vieillesse maussade et défiante du feu roi Ferdinand, nous allons revoir dans la rue de Tolède ces chars fantastiques et mythologiques d'où les masques déclaraient la guerre aux balcons, échangeant avec eux des grêles de dragées et des nuages de fleurs. »

La pratique du jet de confettis-dragées durant les fêtes fut cependant abandonnée. L'explication qu'en donne l'abbé Richard dans sa description du Carnaval de Rome en 1770 est la suivante :

« Une sorte de politesse est de jeter des dragées et des confitures sèches aux gens de sa connaissance ou à ceux que l'on veut gratifier de quelque attention. Mais comme ces dragées se perdaient en partie dans la boue ou dans la poussière, on a imaginé d'en faire de très-petites de plâtre et d'amidon, qui sont plus lourdes et plus propres à l'usage auquel on les emploie. C'est une autre espèce de jeu qui a son agrément, surtout quand dans les instants de repos, deux carrosses qui s'en veuillent, se rencontrent et peuvent former un engagement. Il y a une sorte d'adresse à lancer les dragées, et à gagner la victoire dans ces combats. Elle consiste à faire le service promptement, à couvrir son adversaire de dragées, et à n'en point recevoir. »

Une autre explication de l'abandon des dragées est fournie par le Magasin pittoresque en 1836 :

« Confetti. — Au-dessus de la foule, sur les voitures, sur les trottoirs, sur les balcons, on voit presque sans cesse une grêle de petites dragées que les masques envoient aux spectateurs et que les spectateurs leur renvoient. Autrefois c'étaient des dragées fines et exquises. Mais l'usage de ces libéralités étant devenu trop général, et ces libéralités surtout étant devenues des perfidies, on ne se sert plus aujourd'hui que de petites boules de craie ou de plâtre, auxquelles on continue, seulement par extension, à donner le nom de confettis. »

Le nouveau confetti en plâtre fut baptisé à Paris « confetti italien ». Il ne fut jamais utilisé à Paris. On le fabriquait à l'aide d'un entonnoir. Goethe en parle, dans sa description du Carnaval de Rome, auquel il assista en 1787. Sa chambre à Rome donnait sur la via del Corso, ancienne via Flaminia et haut lieu du Carnaval romain. C'est là que se déroulait notamment la fameuse course de chevaux libres clou du Carnaval.
Une brochure contre les confettis en papier, parue en 1895 indique une autre recette de confettis italiens :
« Comme les macaronis, les confettis sont d'origine italienne ; à Rome, à Naples, à Nice, on emploie sous le nom de « confetti », une préparation mi-sucre et mi-plâtre, formant de petites dragées qui, projetées, se brisent en laissant une poussière inoffensive aussi bien pour la personne atteinte que pour ses vêtements. »
Il existait également des confettis en terre de Pouzzoles et d'autres en amidon.
Le confetti en plâtre exista au Carnaval de Nice. Il est ainsi décrit en 1888 :

« Les fêtes commencent par un défilé de chars, masques, mascarades, voitures décorées, et cela au milieu d'une bataille effrénée à laquelle toute la population prend part : la bataille des confettis.
Les confettis sont des boulettes, de plâtre coloriées, de la grosseur d'un petit pois. Celui qui veut prendre part à la bataille emporte avec lui ses munitions et, le visage protégé par un grillage en fil de fer, la tête resserrée par un bonnet, armé d'une petite pelle qui sert à lancer les confettis, se jette bravement dans la mêlée ; alors gare au premier qui l'attaque. »

En 1891, parlant aussi du Carnaval de Nice dans un de ses romans, André Theuriet décrit précisément « l'attirail nécessaire pour les batailles de confettis : pelles de fer-blanc, gibecières de coutil, masques de toile métallique. » Dans le même livre on trouve l'expression « aller aux confetti » ou « se voir aux confetti » pour dire : aller à la bataille de confettis, ou : se voir à la bataille de confettis.
Le jet de confettis a été encadré légalement, comme cela apparait en 1884 dans le Règlement général de police municipale de la ville de Paramé, qui n'a pas dû être le seul du genre :
ART. 55. — Il est formellement défendu à toutes personnes de tirer dans les rues, places, maisons, cours, jardins, etc., ou par les fenêtres, des armes à feu, fusées, pétards ou autres artifices.
Il est également défendu de vendre et jeter des confettis dans les rues et places de la Ville.
ART. 56. — À l'occasion des fêtes publiques une autorisation spéciale pourra être accordée pour la vente et le jet des confettis ainsi que pour permettre de tirer des pétards et feux d'artifice.
Le confetti en papier apparut au Carnaval de Nice vers 1892 sous le nom de « confetti parisiens », ce qui indique bien son origine. Par la suite et durant très longtemps, le confetti en plâtre continua à exister au Carnaval de Nice, parallèlement au confetti en papier. Il fut finalement interdit au début des années 1950.

### L'usage «amoureux» des confettis

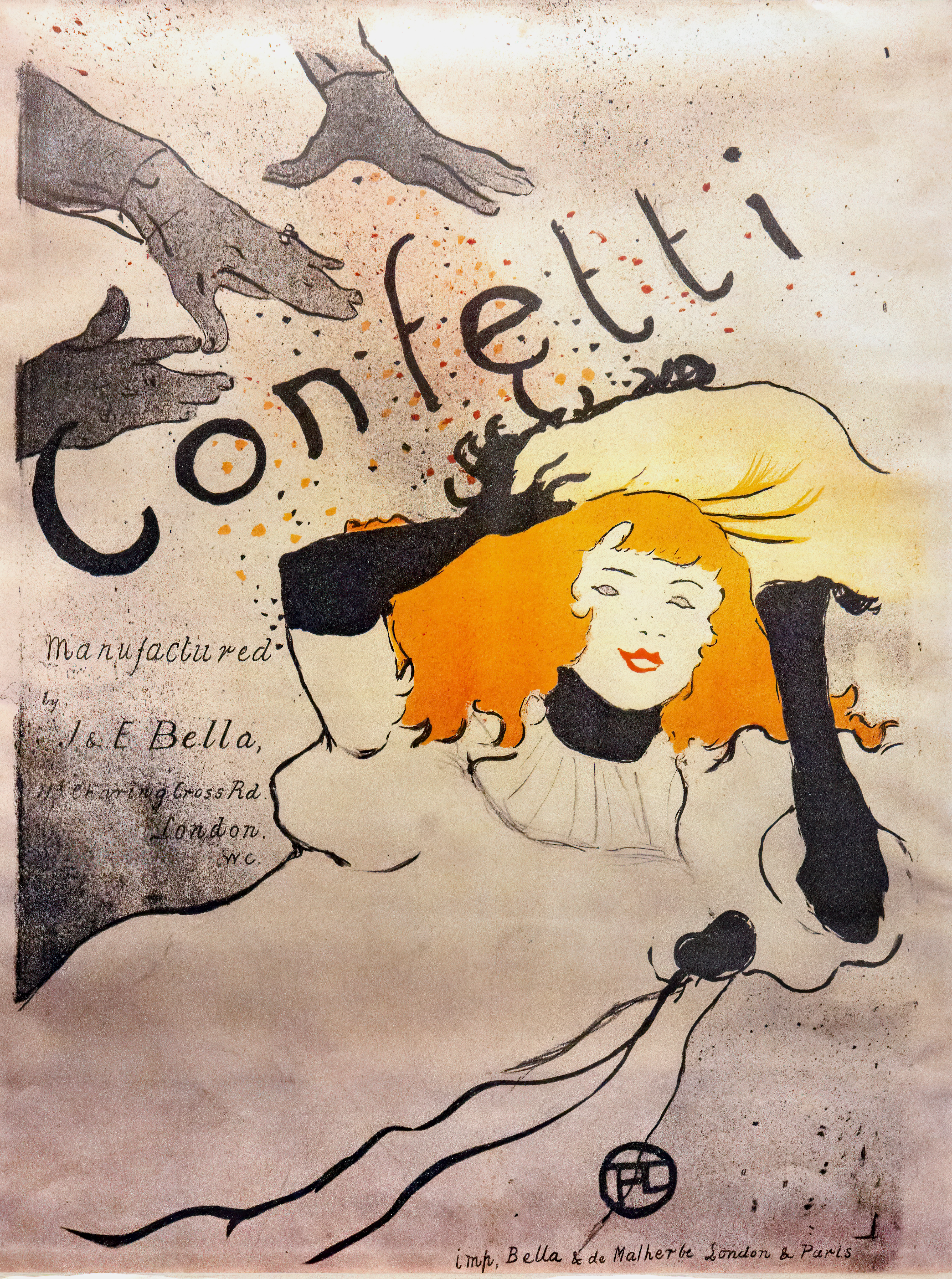
1894 : Affiche de Toulouse-Lautrec pour un fabricant anglais de confettis en papier.

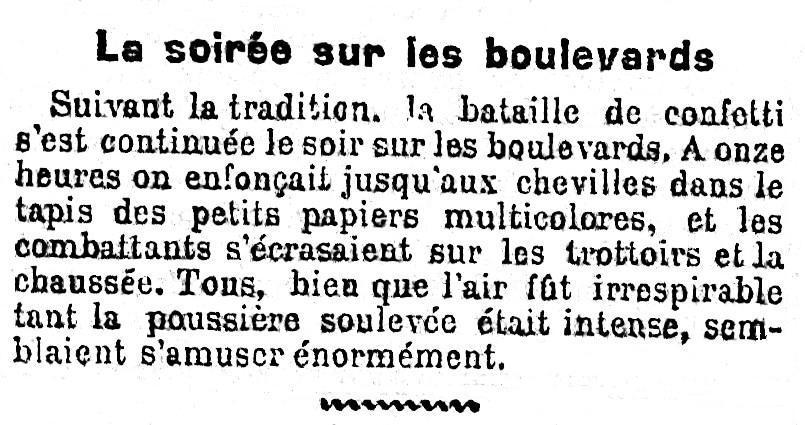
Les confettis à la Mi-Carême 1897 à Paris.

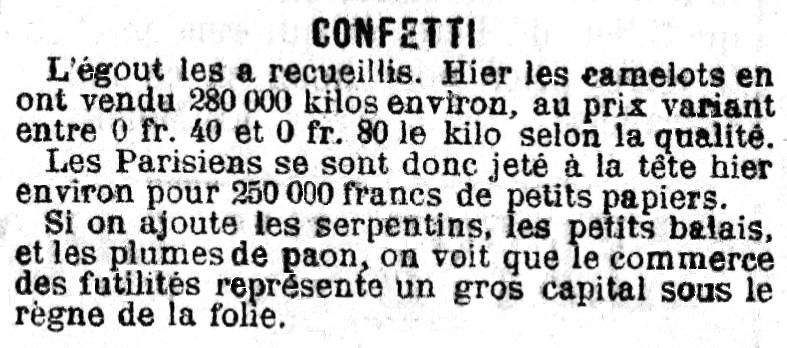
La Croix, 19 mars 1898, lendemain de la Mi-Carême à Paris.

En Italie, comme le rapporte un ouvrage français publié en 1842, le jet de confettis est utilisé pour approcher les femmes durant le carnaval : « Les confettis, vous diront les Italiens, c'est l'espoir des amants, c'est une invention que le petit dieu Cupidon a léguée aux mortels affligés depuis le jour où les filles des rois ne vont plus laver leur linge à la fontaine. Les confettis, c'est la terreur des maris, la consolation des jeunes et beaux cavaliers, la déclaration à la mode, pendant les jours de carnaval. […] À une des fenêtres du Corso, au premier étage, comme toutes les jolies femmes, pour être plus exposée au feu des batteries des voitures, se trouvait la jeune et belle romaine que nous avons déjà vue, Bianca Teobaldi, un écran de filograme à la main, pour se protéger contre les confettis qui pleuvaient de toute part autour d'elle. »

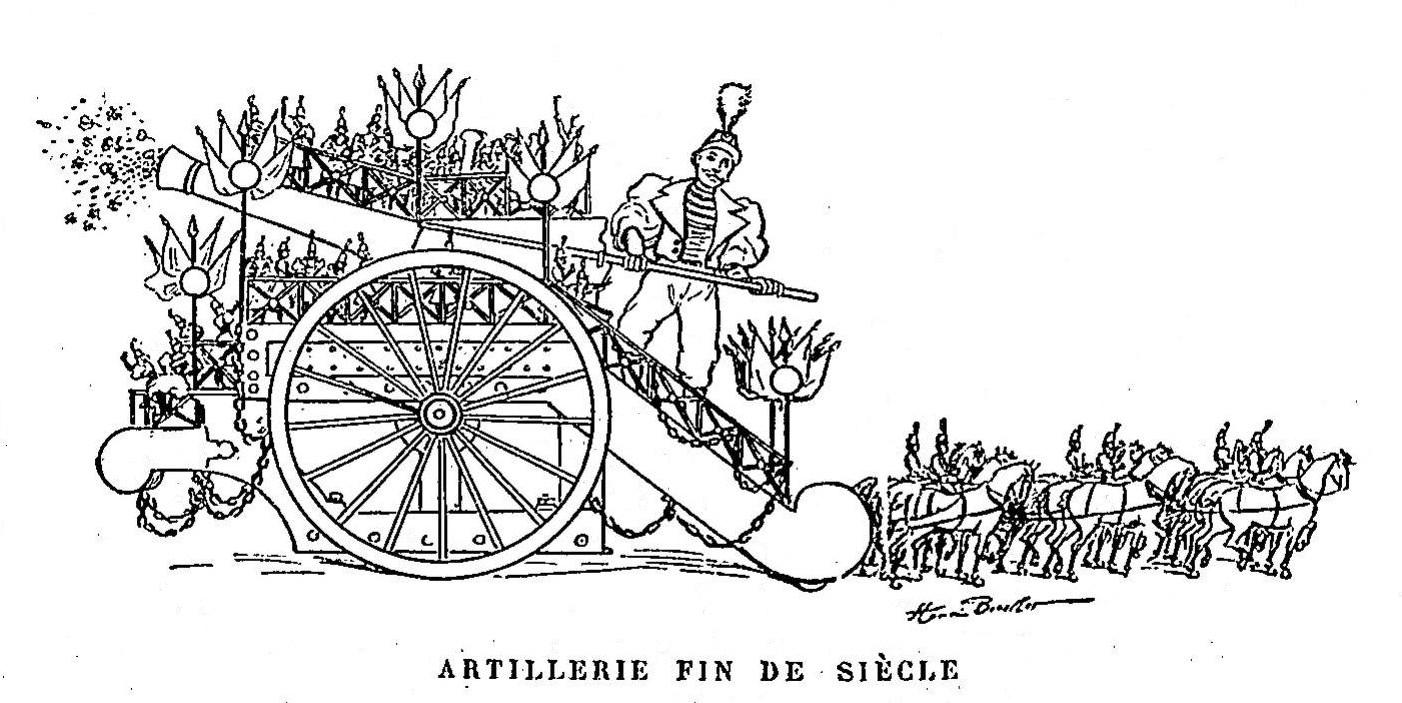
Char lanceur de fleurs et confettis en plâtre au Carnaval de Nice 1895.

Les confettis paraissent rester longtemps un moyen privilégié pour nouer un contact amoureux avec des femmes et jeunes filles inconnues en des temps où, en principe, pour pouvoir les aborder, il faut avoir été « présenté » au préalable. Quand, en 1894, Henri de Toulouse-Lautrec dessine une affiche publicitaire pour un fabricant londonien de confettis, il représente une très jolie femme bombardée par ces projectiles lancés par des mains masculines. Les textes qui parlent des confettis dans les années 1890-1910 soulignent que les femmes sont des cibles recherchées par les hommes durant le Carnaval, et la chanson Les Confettis à son troisième couplet en 1895 parle d'une histoire d'amour qui commence par des confettis et fini par un mariage. Cet usage « amoureux » du confetti a certainement été une raison majeure et inavouée de l'hostilité acharnée de certains envers les confettis, qui, en 1919, déboucha sur son interdiction à Paris sous des prétextes fallacieux d'hygiène et d'économies[réf. nécessaire].

### Le confetti moderne en papier

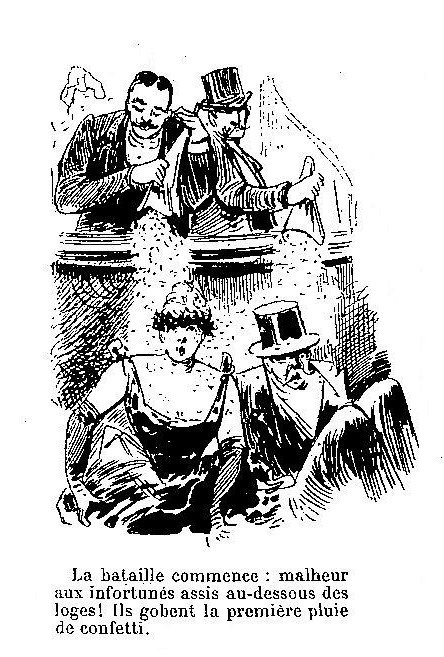
Les confettis au Bal de l'Opéra en 1892.

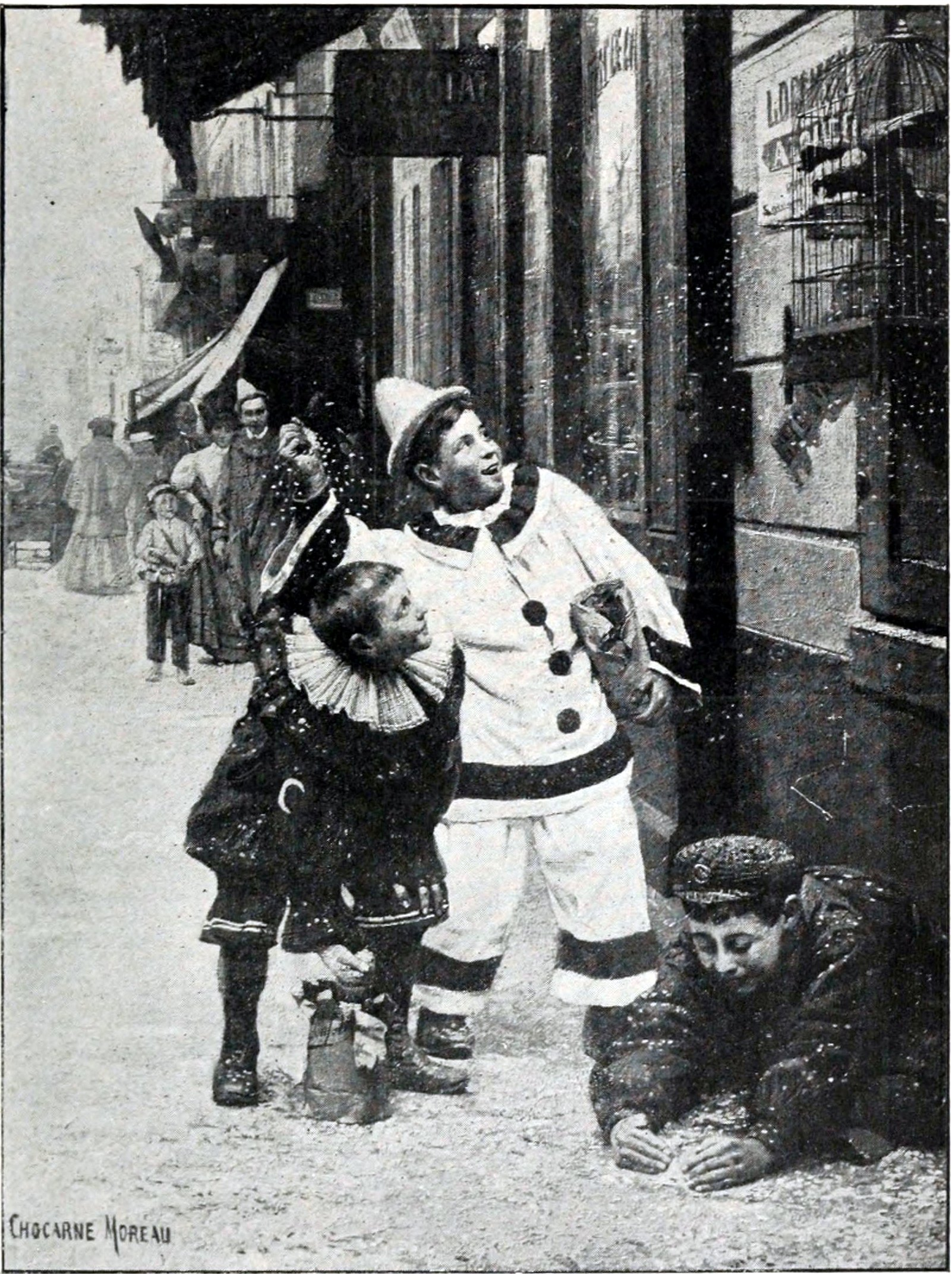
Bataille de confettis à la Mi-Carême 1907 à Paris, tableau de Paul Chocarne-Moreau.

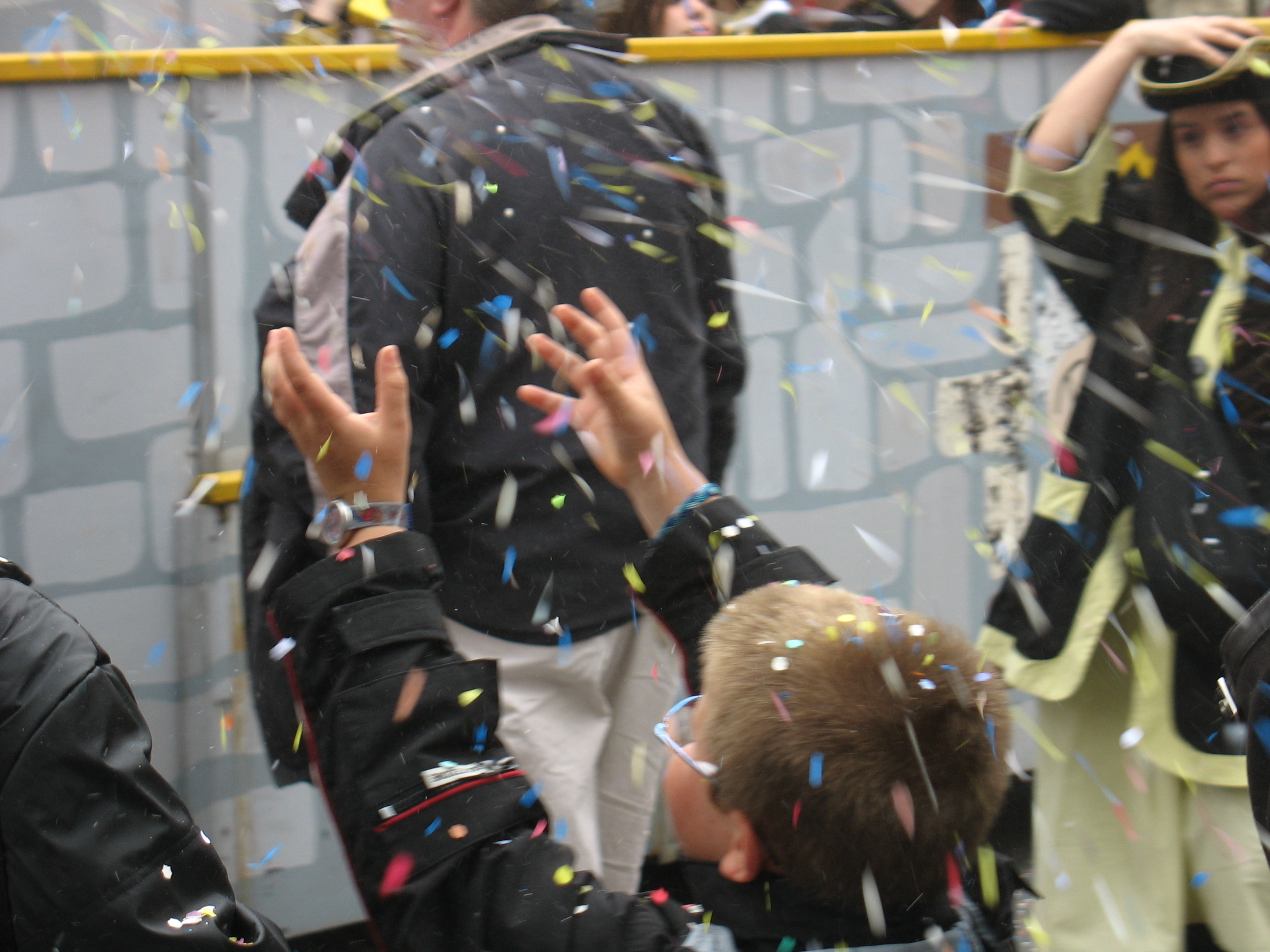
Petit garçon essayant d'attraper des confettis lancés à la journée folklorique de Namur en avril 2006.

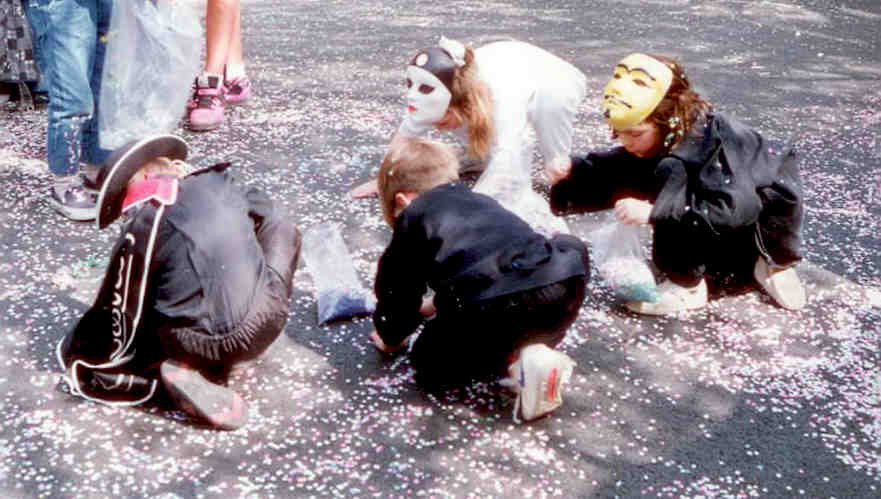
Une pratique traditionnelle et souvent condamnée pour des raisons d'hygiène : le ramassage des confettis pour les réutiliser, ici au Carnaval de Vanves en 1992.

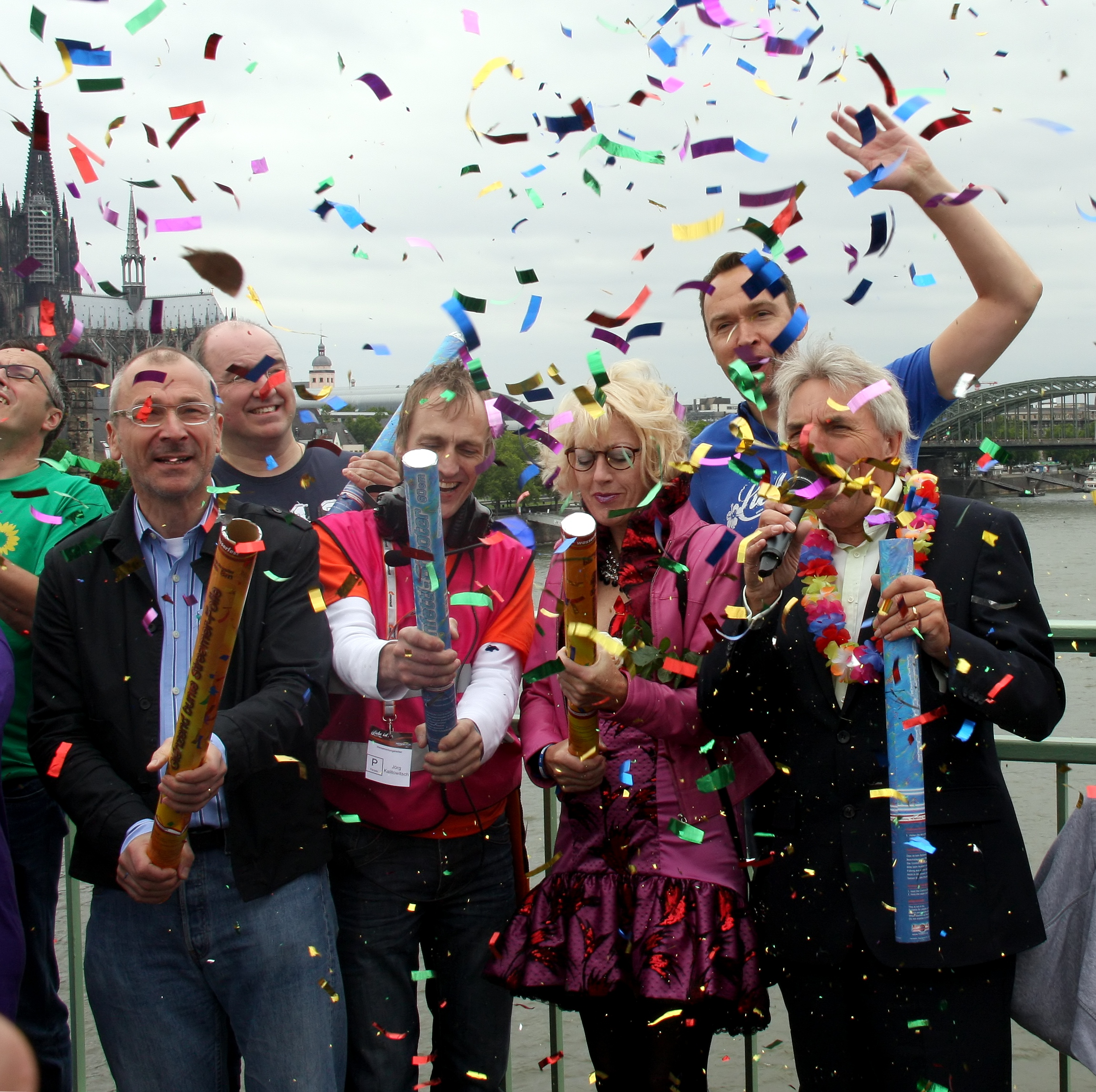
Utilisation de canons à confettis portatifs à Cologne en juillet 2011.

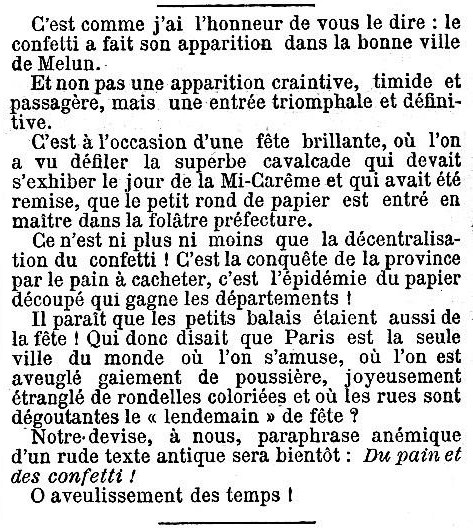
Apparition des confettis à Melun en 1897.

Il a été avancé en France l'hypothèse que le confetti fut inventé en 1884 à une fête organisée par la presse de Milan, ou au Carnaval de Pau, vers 1880. C'est ce qui est écrit dans un article conservé dans les dossiers « Actualités Carnaval » à la Bibliothèque historique de la ville de Paris. La réponse à la question de l'origine du confetti actuel parait se trouver en Italie. L'article du Wikipédia italien consacré aux confettis indique que c'est en 1875 que furent adoptées les chutes du papier utilisé pour l'élevage du ver à soie, en remplacement du confetti fait de billes en plâtre. L'idée en reviendrait à l'ingénieur Enrico Mangili, de Crescenzago, dans la province de Milan, qui a commencé à en faire le commerce. Selon certains, l'inventeur du confetti moderne en papier serait le physicien atomiste de Trieste Ettore Fenderl.
La vogue mondiale du confetti en papier commença à Paris au début des années 1890. Les journaux parisiens de ces années-là rapportent qu'elle débuta au Casino de Paris, en décembre 1891, à l'initiative de son directeur téâtral, Monsieur Robert Lué (1857-1912). Son père ingénieur à Modena Italie lui aurait fait parvenir les chutes de papier utilisées à cette occasion. Le lancement du nouveau confetti aurait eu lieu au cours d'une fête donnée pour le Carnaval de Paris, alors très grand et qui durait depuis la Saint Martin, le 11 novembre, jusqu'aux Jours Gras en février-mars, avec une reprise pour la Mi-Carême. La paternité du lancement du confetti à Paris est attribuée, sur la partition de la chansonnette Les Confettis éditée en 1895, « À Messieurs Borney et Desprez, Innovateur des Confettis Parisiens ».
Initialement chutes de papier perforé utilisé pour l'élevage du ver à soie, le premier confetti en papier était blanc. Il est décrit ainsi par Le Monde illustré du 26 mars 1892, commentant un dessin figurant la bataille de confettis de la journée de la Mi-Carême 1892:

« C'est aux bals de l'Opéra que le jeu a commencé, et par une innovation heureuse, au lieu de ces horribles bonbons de plâtre en vogue à Nice et en Italie et qui nécessitent un masque pour préserver le visage, et une housse pour garantir les costumes de leur éclaboussure, imaginez des centaines, des milliers de tout petits pains à cacheter, non collants, enfermés dans un sac, et qui, le sac ouvert, se répandent en neige voltigeante et planent dans l'air comme d'innombrables essaims de papillons blancs. »

Le Moniteur de la papeterie française du 1er avril 1892 salue l'apparition et le succès foudroyant des confettis : « De toutes les utilisations du papier, il n'en est peut-être pas de plus curieuse que celle de ces confetti en papier dont Paris a fait usage pour la première fois avec un plaisir universellement constaté le jour du mardi gras ; aussi nous empressons-nous de signaler celle innovation.
On sait ce qu'étaient à l'origine, en Italie, ces confetti : de petites dragées ; mais depuis longtemps le plâtre avait été substitué au sucre de ces bonbons, un peu de terre glaise remplaçait l'amande. Qui donc a imaginé, en France, ces petits ronds de papier ou plutôt de carte, dont il a été fait une si grande consommation le jour du carnaval ? »
Le confetti commença à être fabriqué en grande quantité. En France, dès les premières années de leur apparition, la fabrication, le transport et la vente de confettis et serpentins concernent des quantités très considérables. D'une note adressée début 1896 aux compagnies de chemins de fer par le Syndicat des Marchands de papiers en gros, il ressort que confettis et serpentins peuvent remplir des wagons de marchandises entiers pour un poids total de cinq à huit tonnes.
Paris exportait des confettis y compris à l'étranger. Les commandes comprenaient les couleurs souhaitées. Il fut même fabriqué du confetti doré[réf. nécessaire].
En mars 1909, un passage d'un rapport de la Commission des douanes à la Chambre des députés français atteste que la fabrication des confettis requiert une main d'œuvre importante et jusqu'alors peu protégée :
Dès mars 1892, Pierre Véron, dans Le Journal amusant saluait le succès carnavalesque parisien des confettis.
À ses débuts, le confetti en papier était vendu à Paris au kilogramme ou au verre. Les confettis, tout au moins en 1893, paraissent avoir été carrés. L'Intermédiaire des chercheurs et curieux écrit cette année-là.
L'emploi qui fut fait du confetti en papier et du serpentin confina à une véritable épopée durant la période 1891-1914 des confettis et serpentins au Carnaval de Paris. Rapportant la journée de la Mi-Carême à Paris, Le Petit Journal écrit que le 21 mars 1895 place de l'Opéra : « On ne songeait qu'à se lancer des confettis par poignées ; le sol en était jonché à ce point qu'on enfonçait dedans jusqu'aux chevilles. »
Selon Edmond de Goncourt, l'usage des confetti à Paris où il est ignoré jusqu'à cette date débute le jour de la Mi-Carême de 1892.
Durant la bataille de confettis, des nuages de poussières s'élèvent au-dessus des combattants[source insuffisante].
La Préfecture de police de Paris cherche très tôt à circonscrire l'usage des confettis. Après la Mi-Carême 1892, le Préfet de police de Paris interdit la vente et la projection de confettis. Un débat a lieu au Conseil municipal de Paris à ce propos le 1er juin 1892. Dans son compte-rendu publié dans un supplément au Bulletin municipal officiel de la ville de Paris le lendemain, apparaissent les arguments avancés pour l'interdiction générale, assortis de la promesse d'autorisations exceptionnelles à venir au moment du Carnaval.
Les papetiers qui fabriquent et vendent les confettis cherchent à protéger leur usage et diffusion. En mars 1893, on lit dans le Bulletin de la papeterie :« Une pétition couverte d'un grand nombre de signatures a été adressée au préfet de police pour obtenir une atténuation à la défense absolue de vendre et de projeter des confetti dans les fêtes publiques. Cette pétition demande au préfet de police de bien vouloir tolérer la vente des confetti pendant un jour seulement durant chaque fête foraine. De nombreux fabricants de papiers ont signé cette pétition. »
En dépit de cette pétition, la Préfecture de police restreint la propagation des confetti et des serpentins. En juin 1893, le Gil Blas débute ainsi son article annonçant l'ouverture de la fête de Neuilly-sur-Seine, dite : fête à Neu-Neu, dans la banlieue proche de Paris :
« Hier dimanche, beaucoup de monde à l'ouverture de la fête de Neuilly. Les serpentins, les confetti et les plumes de paon avaient été formellement interdits par la préfecture de police. »
Le confetti est interdit au bal de l'Opéra en 1895. Par ailleurs, il semble que sa propagation se soit faite progressivement. Par exemple, c'est seulement en 1897 qu'il apparaît à Melun, ville située à un peu moins d'une soixantaine de kilomètres de Paris par la route.
Dans une anecdote parue en 1898 dans La Petite caricature, on[Qui ?] relève qu'il existe des voies parisiennes autorisées au jet de confetti au moment du Carnaval. Et d'autres où il est interdit :
En 1911, Charles Le Goffic écrit à propos de la vogue du confetti à Paris :

« Qui n'a vu, le lendemain du Mardi Gras et de la Mi-Carême, les chaussées couvertes d'une bouillie polychrome de quinze à vingt centimètres d'épaisseur ? Il ne se dépense pas, à Paris, en une seule journée de carnaval et pour peu que le temps soit beau, moins d'un million de kilogrammes de ces minuscules projectiles. Quant aux serpentins, il faut renoncer tout de bon à compter les kilomètres et les myriamètres qui s'en déroulent »

En 1899, aux débuts du confetti en papier, on[Qui ?] voit le romancier Ernest La Jeunesse utiliser l'expression : « être en confetti », pour parler de personnes en Carnaval couvertes de confettis
En 1900 apparaît un néologisme lié aux confettis. Utilisé durant au moins une dizaine d'années, il est aujourd'hui oublié[réf. nécessaire] : Confettiste : qui lance des confetti.
La quantité de confettis utilisés au Carnaval de Paris était telle que quelques heures après la fin des grandes batailles confettistes, l'eau de la Seine à la sortie des égouts parisiens, à Clichy, se métamorphosait subitement en « une immense banquise multicolore ».
Un des hauts lieux des grandes batailles de confettis à Paris était les grands boulevards. Au moment du Carnaval de Paris 1896, Jules Claretie relevait même qu'« au lieu de livres, les libraires des boulevards avaient garni leurs étalages de sacs de confettis ; les rondelles du carnaval chassaient l'in-18 et les in-8, débusquaient les romanciers
et les poètes ».
Vers 1900, il existe un aspect social du confetti. Il fait vivre plusieurs milliers de personnes très modestes à Paris. Le Conseiller de Paris Levée, au cours de la discussion sur le Règlement sanitaire de la ville de Paris le 9 mars 1903, déclare : « Il y a 5,860 petits commerçants et ouvriers employés à la fabrication des confettis. Supprimer les confettis, c'est vouer toute cette intéressante population à la misère. »
En 1907, le peintre tchèque Tavík František Šimon a réalisé un tableau Mi-carême, Paris montrant la bataille parisienne de confettis sous son aspect esthétique : un Pierrot blanc jette des confettis blancs sur deux jeunes filles au milieu d'un vaste espace au sol rendu blanc par les confettis.
Juste après la bataille, les chiffonniers fouillent le tapis de confettis. Comme le rapporte le Gil Blas dans son compte-rendu des fêtes parisiennes de la Mi-Carême 1903 : « À deux heures du matin, des patrouilles de gardiens de la paix repoussaient sur les trottoirs les derniers promeneurs, ne tolérant même pas sur la chaussée les chiffonniers qui, à la lueur d'une lanterne et armés de leurs crochets fouillaient dans l'épais tapis de confettis, à la recherche de la monnaie et des bijoux perdus. »
Au cours des premières années de son emploi, à chaque Carnaval de Paris, les journaux relèvent les couleurs de confettis qui ont été à la mode à cette occasion. Cependant que le mélange des confettis resté au sol affecte une couleur indéfinissable le lendemain de la fête, comme le remarque l'auteur d'une nouvelle parue dans La Petite caricature le 11 novembre 1898.

### Cri des vendeurs de confettis

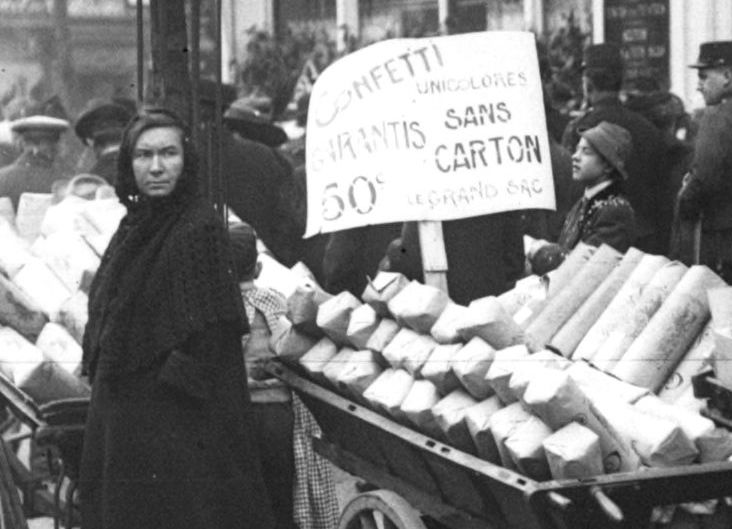
Marchande de paquets de confettis de 1 kilo dans une charrette de quatre saisons à Paris le Mardi gras 24 février 1914. On remarquera les précisions : les confettis sont « unicolores » et « garantis sans carton ».

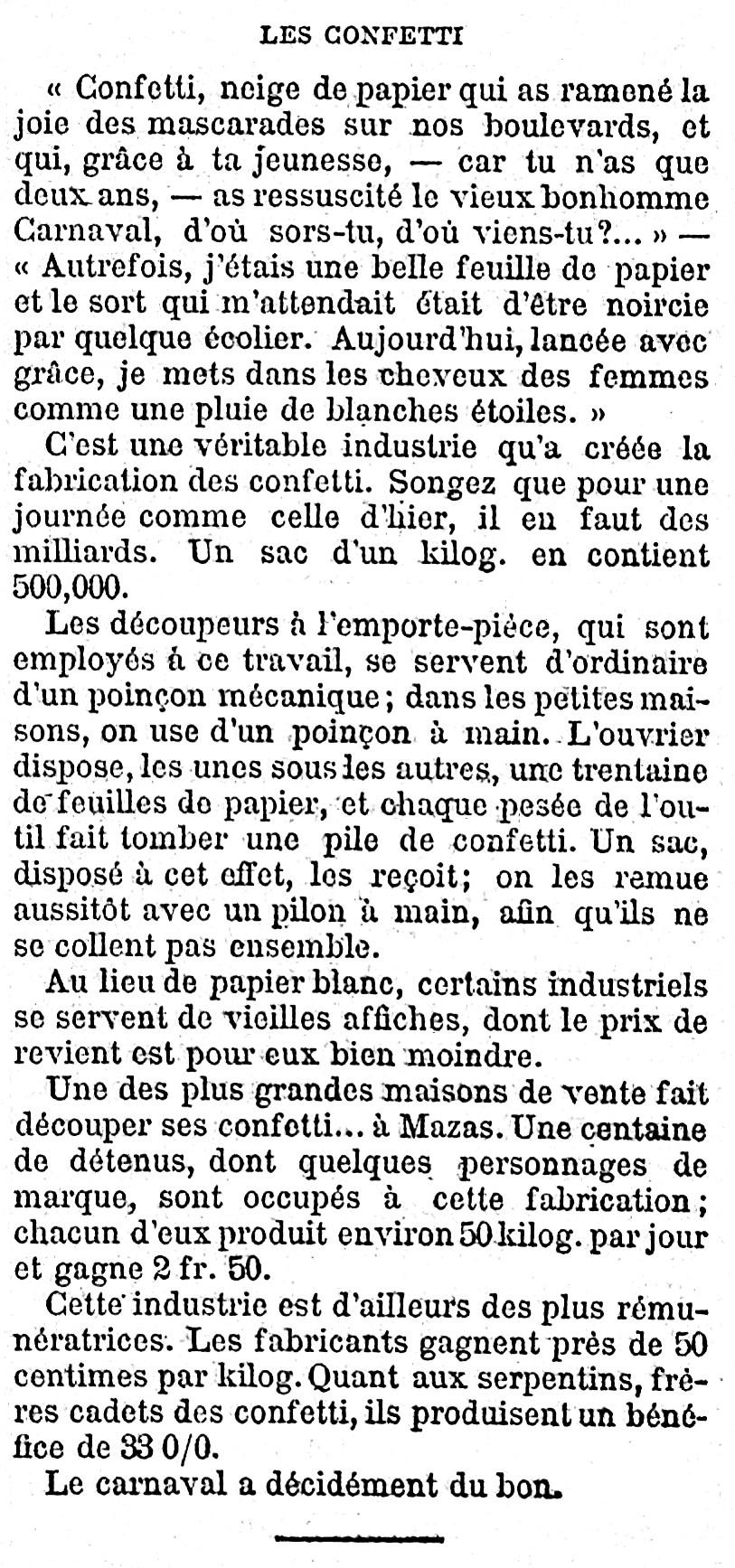
Article paru dans le Journal des débats le 10 mars 1893, lendemain de la Mi-Carême.

À Paris, au moins jusque dans les années 1920, les vendeurs de confettis ont un cri traditionnel pour attirer la clientèle : « Qui n'a pas, qui n'a pas son kiki ? Qui n'a pas, qui n'a pas son kilo ? » Quelquefois ils ajoutent : « Garanti sans poussières ! »
En 1912, Le Petit Parisien mentionne ce cri dans son compte-rendu du Mardi gras 20 février :

« Dès huit heures du matin les marchands de confetti, de masques, de mirlitons et de petits balais formés d'un tube de carton et d'un flot de rubans de papier se sont installés le long des trottoirs. De la place de la République à la Madeleine, les éventaires en plein vent se dressent. Rouges, verts, roses, bleus, blancs, jaunes, les sacs de confetti s'empilent par monceaux et le cri traditionnel des marchands commence déjà à retentir le long de la voie triomphale du carnaval ! « Qui qui n'a pas son ki-ki ? Qui qui n'a pas son kilo ? V'là les confetti, bien pesés et sans poussière !!! » »

### Le battoir carnavalesque en 1893
L'Écho des jeunes écrit le 15 mars 1893 :

« La Mi-Carême a été comme toujours très brillante. Un des succès de la journée a été le Battoir carnavalesque inventé par notre ami Henri Lefrançois, 12, rue Simon-Lefranc, à Paris, battoir qui en s'ouvrant laisse pleuvoir une nuée de confetti. »

### Usage politique des confettis en 1894
Le Supplément Littéraire Illustré du Petit Parisien écrit, le 18 février 1894 :

« Et voyez jusqu’où va l'ingéniosité ! En Belgique, on a trouvé le moyen d'utiliser les « confetti » pour la manifestation des sentiments politiques. Les étudiants de Bruxelles ont, en ce moment, à se plaindre du Conseil d'administration de l'université, et ils voudraient le voir se retirer ; or, le jour du Mardi-Gras, les mots « Démission ! démission ! » ont été tracés en lettres de vingt centimètres de hauteur, devant les bâtiments universitaires, au moyen de « confetti » collés sur le pavé. L'idée était originale, et les Bruxellois en ont beaucoup ri. »

### Le lance-confettis en 1894
L'Écho des jeunes écrit le 15 mars 1894 :

« La Mi-Carême a été encore plus brillante que les années précédentes. La cavalcade des étudiants et les chars des lavoirs et marchés ont contribué pour beaucoup à l'éclat de cette fête. Un des clous de la journée a été le lance-confettis Cody, élégant fusil miniature lançant un tourbillon de confettis par un gobelet formant espingole. Cet article breveté, lancé par M. H. Daydé, représenté par M. H. Lefrançois, 13, rue Simon-le-Franc, ne pourra manquer d'avoir sa place dans toutes nos fêtes populaires. »

### Les confettis interdits au bal de l'Opéra en 1895
À Paris, au célèbre bal masqué de l'Opéra, les confettis sont interdits en 1895. Le Gaulois écrit à ce propos le 20 janvier de cette année :

« Les portes de l'Opéra ouvriront samedi prochain 26 janvier, à dix heures et demie précises, pour le premier bal.
À une heure du matin, le « Bucentaure », magnifiquement décoré, fera son entrée dans la salle, ayant à son bord douze des plus jolies femmes de Paris et les joueurs de mandoline vénitiens. C'est du « Bucentaure » que sera donné le signal de la bataille de fleurs.
Rappelons à ce propos que l'usage des confetti est absolument défendu cette année à l'Opéra. »

### Contre le ramassage des confettis usagés en 1895
Richard O'Monroy écrit dans L'Univers illustré le 23 mars 1895 :

« Il y a ainsi un tas de petites réformes qui pourraient améliorer notre vie — si on le voulait — puisque le préfet de police n'a pas cru devoir pour la mi-carême supprimer la vente des confettis, au moins pourrait-on demander que ces petits ronds qu'on vous envoie sur le visage et dans les yeux, ne fussent pas ramassés dans la poussière, pour être revendus un sou le verre, par des camelots indélicats. Il serait si simple d'édicter que les marchands ne pourraient vendre les confettis que par paquets de même couleur, c'est-à-dire par sacs de confettis rouges ou bleus, ou blancs. Du moment que le mélange ne serait plus vendable, il n'y aurait plus moyen de les ramasser par pelletée sur les trottoirs, le triage donnerait trop de peine et prendrait un temps trop considérable. Nous apprécierions certainement beaucoup plus les joies du carnaval, si cette mesure restrictive était prise, et nous pourrions une autre année admirer les chars des blanchisseuses, et les cavalcades des étudiants en nous montrant aussi gais que... le Portugais. »

### Texte contre les confettis publié en 1895
Le Journal des commissaires de police écrit en 1895 :
PRÉFECTURE DE POLICE.
L'an dernier, à pareille époque, à l'occasion du carnaval, nous nous sommes fait l'écho de plaintes nombreuses contre l'absurde jet sur la voie publique de ces affreuses rondelles de papiers qui nous viennent d'Italie. La préfecture de police n'a pas daigné écouter les doléances des gens bien élevés, elle préfère chasser des boulevards bon nombre de familles honnêtes, pour laisser la place à la voyoucratie du trottoir, Tant pis pour la bonne renommée de la préfecture.
Cette année, cependant, M. le Préfet de police a bien voulu descendre sur la voie publique. S'est-il rendu compte des désordres nombreux occasionnés par ces jets continus de papiers par des badauds et des imbéciles qui croient s'amuser en ennuyant les passants tranquilles.
Lorsque des personnes sortent pour leurs affaires, ou même pour jouir du spectacle des mascarades, le devoir de la Préfecture est de les protéger contre les jeux inventés par les imbéciles.
Or le jet de confetti contre les passants inoffensifs, de même que le frottement des balais-confetti sur la figure des promeneurs constituent, suivant nous, des provocations qui rentrent sous l'application du Code pénal et qui par conséquent ne devraient pas être tolérées par une police soucieuse du maintien du bon ordre sur la voie publique.
D'un autre côté, comment obtenir de l'ordre parmi les curieux qui encombrent les trottoirs, puisque constamment des individus cherchent à se faufiler dans les groupes, bousculent les promeneurs en se suivant pour échapper à la correction qu'ils méritent.
Les coups de canne et de parapluie sont les armes employées pour se défendre, puisque l'autorité est inerte.
Si comme on l'annonce, la Préfecture de police persiste, pour l'année prochaine, dans son système, nous lui conseillons d'afficher une, ordonnance ainsi conçue :
« A l'occasion du carnaval, le mardi gras et le jour de la mi-carême les gens bien élevés sont invités à rester chez eux. »
« La voie publique appartiendra à tous les voyous de la capitale »

### Un incendie de confettis en 1896
La Croix écrit le 14 mars 1896 dans son compte-rendu des fêtes de la Mi-Carême à Paris :

« Incendie
Les confetti formaient, à certaines places, 0m,30 de papier ; un cigare mit le feu près d'un café, il fallut requérir à la hâte toutes les consommations pour éteindre la flamme. »

### Les confettis lancés d'un aérostat en 1897
Le 1er aout 1897, à la fête aérostatique de Montmorency, l'ascension d'un aérostat, monté par J. Bloch, est suivie d'une pluie de confettis et serpentins.

### Le confetti comme emballage

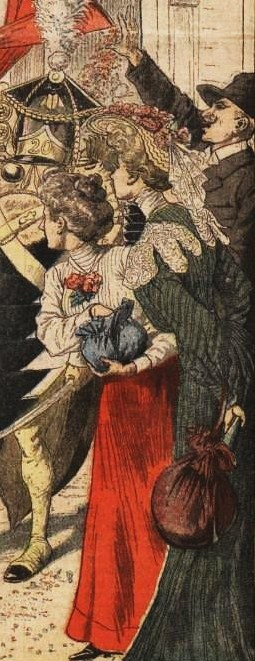
Lanceurs de confettis à la Mi-Carême au Carnaval de Paris 1903.

Le Bulletin général de la papeterie écrit en février 1899 :

« Que devient le confetti, en attendant le carnaval ou les bals de l'Opéra :
Il est employé maintenant, pendant sa morte-saison, comme emballage de fioles de parfumerie ou autres objets fragiles devant être expédiés par la poste ou en colis postaux.
Ce genre d'emballage remplace en effet avantageusement la sciure de bois ou autres matières analogues employées jusqu'ici, et garantit beaucoup mieux, paraît-il, les objets fragiles contre la casse. Plusieurs maisons importantes de France et d'Angleterre emploient déjà ce mode d'emballage. »

### Des confettis politiques en 1899
La Mi-Carême 1899, dont les cortèges défilent le jeudi 9 mars, tombe en pleine affaire Dreyfus. C'est l'occasion pour des antidreyfusards de manifester avec des confettis contre les juifs. Le Matin rapporte cette rarissime manifestation politique dans le cadre du très neutre Carnaval de Paris :

« Confetti antijuifs. — On a jeté, hier, sur les boulevards et sur divers points de Paris, en guise de confetti, des rondelles et des carrés de papier contenant des couplets antisémitiques ou des légendes et des portraits. La police n'a pas eu à intervenir. Cependant, deux manifestants, les nommés Alphonse Delarue, employé de commerce, demeurant 71, rue Rochechouart, et Benoît Jayet, garçon marchand de vins, ont été arrêtés pour avoir fait suivre le lancement de confetti antijuifs de propos injurieux et de cris séditieux »

C'est également l'époque de l'affaire de Panama. En mars 1899, dans un rapport de Charles Blanc, préfet de police de Paris, adressé au Président du Conseil Charles Dupuy, sont dénoncées toute une série de menées royalistes. Au nombre de celles-ci est mentionné une action avec confettis prévue pour être menée dans le cadre des fêtes carnavalesques de la Mi-Carême le 9 mars 1899 :

« Le 8 mars 1899, M. le baron de Vaux distribuait aux membres de la Jeunesse royaliste de Montmartre un lance-confetti qui, dans la pensée du distributeur, était injurieux pour M. le Président de la République. Ce lance-confetti représentait une tête de porc surmontée d'un petit chapeau sur lequel on lisait l'inscription suivante : « Panama Ier. » On se proposait de se servir de ce lance-confetti dans la journée de la mi-carême. »

### Les confettis sévèrement encadrés
Le Petit Journal écrit en 1900 :
Serpentins et confettis
Le préfet de police vient de rendre l'ordonnance suivante, concernant le jet des confettis et des serpentins :
« Le jet de confettis et des serpentins n'est permis que le dimanche, le lundi, le mardi gras et le jour de la mi-carême sur les grands boulevards.
» Toutefois, cette permission est étendue aux voies publiques comprises dans l'itinéraire du cortège du bœuf gras ou de la mi-carême, mais seulement pendant la durée du passage de ces cortèges.
» La vente et le jet de confettis multicolores et notamment de confettis ramassés à terre est rigoureusement interdits. »

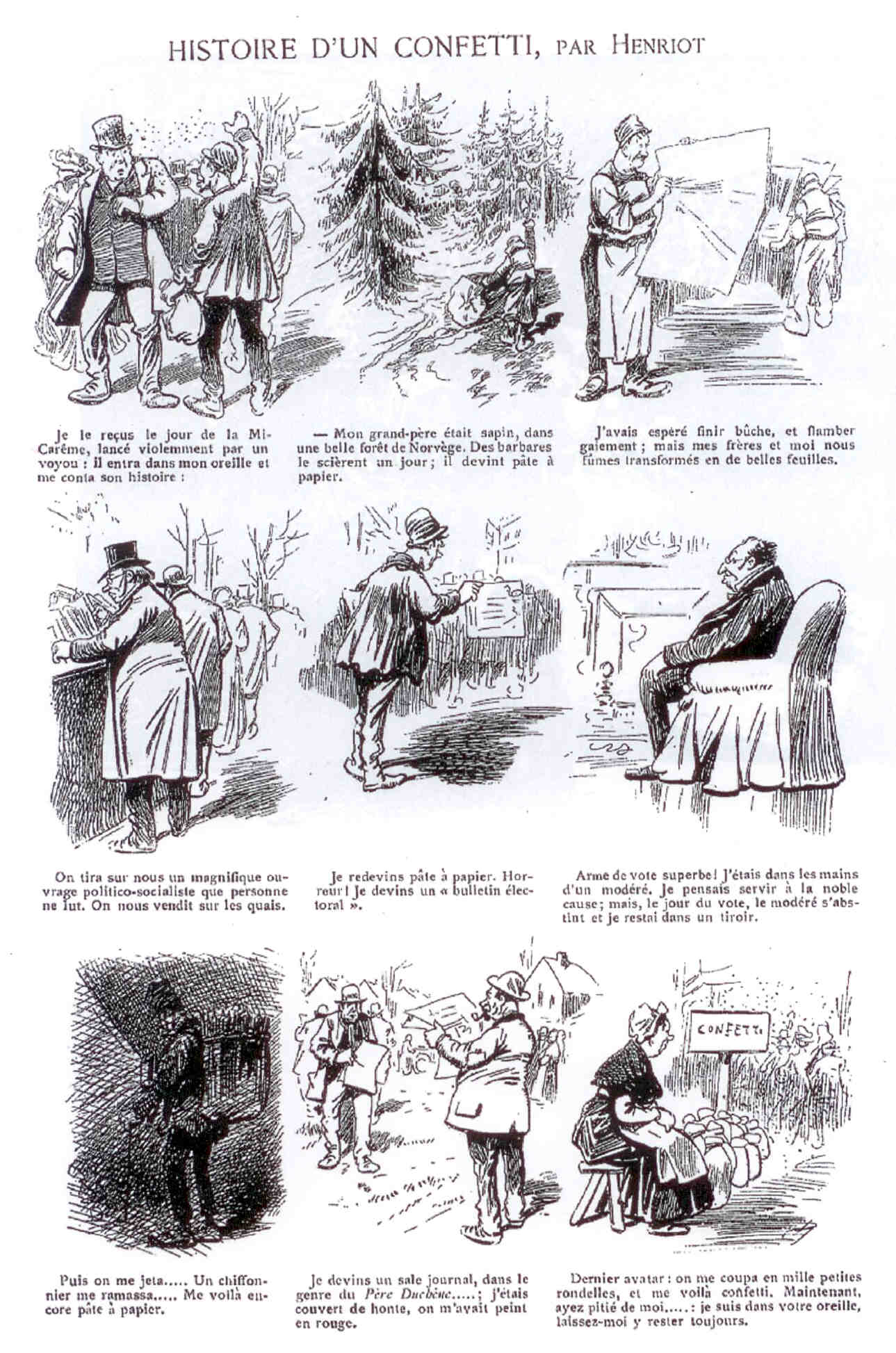
Histoire d'un confetti, par Henriot, 1903.

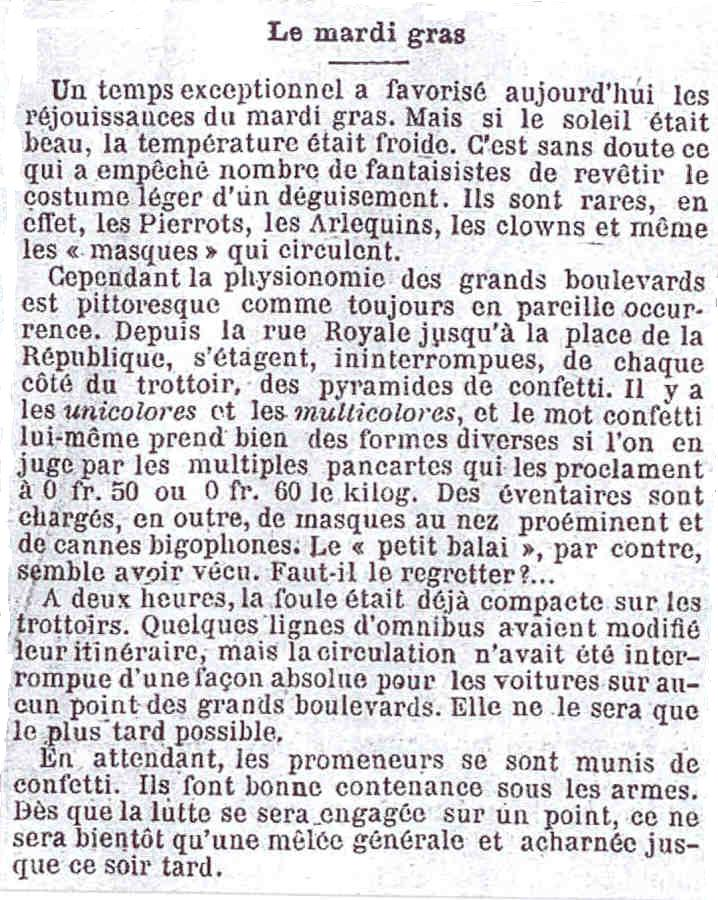
Les confettis au Carnaval de Paris 1903 en vedette avec les masques au nez proéminent et les cannes bigophones.

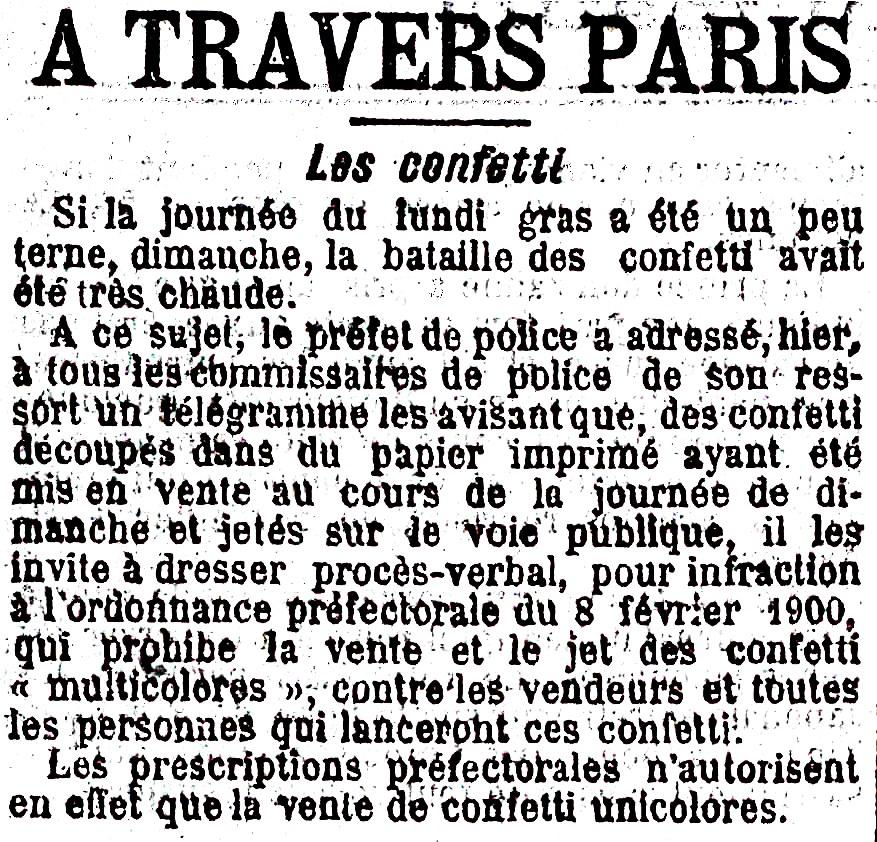
Échos du carnaval de Paris en 1905.

Paris n'est pas l'unique ville à avoir règlementé le jet de confettis. Ainsi, on lit, en 1902, dans le Règlement sur la sureté et la commodité du passage dans les rues de Mons :

« Il est interdit de lancer des serpentins niçois et de jeter des confettis dans les théâtres et les salles de danse où se donnent des fêtes et bals à l'occasion du carnaval ainsi que dans tous autres établissements publics ; de ramasser les confettis jetés sur la voie publique ; de jeter des confettis multicolores »

### Discours contre les confettis en 1900
En 1900, le docteur Grellety écrit dans La Jeune mère ou l'éducation du premier âge. Journal illustré de l'enfance :
Guerre aux Microbes
Confetti. — Les fêtes du carnaval et de la mi-carême et autres orgies populaires, où il est de tradition de se lancer à la tête des débris de papier et des malpropretés de tout ordre, ont des inconvénients analogues. Chacune de ces saturnales est suivie de nombreux cas de croup, de rougeole, de scarlatine, etc.etc., qui proviennent des ordures qu'on se jette avec tant d'inconscience dans la gorge, dans le nez et sur les tissus. Il y a trop d'innocents qui ont eu à souffrir de ce jeu stupide pour que l'autorité ne se décide pas à intervenir. Elle a déjà interdit les serpentins qui nuisaient aux arbres ; elle doit, à plus forte raison, supprimer les confettis qui risquent de tuer les jeunes générations.

### Compte-rendu d'un procès contre un lanceur de confettis à Paris en 1902
Voir le lien suivant.

### Confettis et serpentins source d'inspiration pour se déguiser en 1903
Colette Salignac écrit à propos des déguisements pour les bals masqués :
Le confetti, le serpentin, peuvent aussi se prêter à des déguisements sortant de l'ordinaire. Pour le confetti, la jupe de satin ou de soie blanche sera couverte de dessins burlesques exécutés en confettis de différentes nuances. Il en sera de même pour le corsage. Le chapeau de Polichinelle entièrement couvert de confettis dorés. Bien entendu, ce costume sera accompagné de sacs remplis de cet innocent, mais parfois ennuyeux projectile. Le « serpentin » aura plutôt l'aspect d'une folie, mais en place des vulgaires serpentins de papier, on placera des flots d'étroit ruban de satin multicolore.

### Mise en garde contre les confettis en 1904
Le 10 mars 1904, jeudi de la Mi-Carême, L'Aurore publie en première page une mise en garde contre le danger des confettis :
Gare aux Confettis.
Aujourd'hui, jour de Mi-Carême, la bataille de confetti va reprendre sur les boulevards. Que les vaillants combattants nous excusent de troubler leurs jeux par de sérieux conseils. Le Bulletin mensuel de l'Œuvre des enfants tuberculeux nous oblige à leur dire que le confetti est un redoutable propagateur du coryza, de la grippe, de la conjonctivite, de la pneumonie et d'une infinité d'autres affections des organes respiratoires. Cela tient évidemment à ce que les petites rondelles de papier teint de couleur suspectes ont été tripotées par des mains plus ou moins propres.
Les médecins constatent chaque année, après les fêtes du Carnaval une recrudescence dans les maladies des yeux, de la gorge et des poumons. Les accidents graves signalés sont nombreux qui ne laissent aucun doute sur leur origine. L'analyse microscopique a révélé, d'ailleurs, dans le confetti, la présence du bacille de la fièvre typhoïde, du microbe de l'influenza, du bacille de la tuberculose et de quantités innombrables de streptocoques, de staphylocoques et autres microbes de nom aussi baroque et non moins dangereux.
Voilà ce que nous tenions à rappeler pour mettre les gens en garde contre un danger trop sérieux. La pluie fera le reste.

### Les confettis prohibés à Paris le 14 juillet 1904
Extrait de l'Ordonnance de police du 9 juillet 1904, concernant les Mesures d'ordre et de sureté à observer pendant la Fête nationale du 14 juillet 1904 :
Article 19
La vente et la projection de confettis, serpentins-spirales, ainsi que la vente et l'usage des plumes de paon, balais en papier, etc., sont formellement interdits sur la voie publique.

### Un rival malchanceux du confetti à Paris en 1905: les «granulettis»

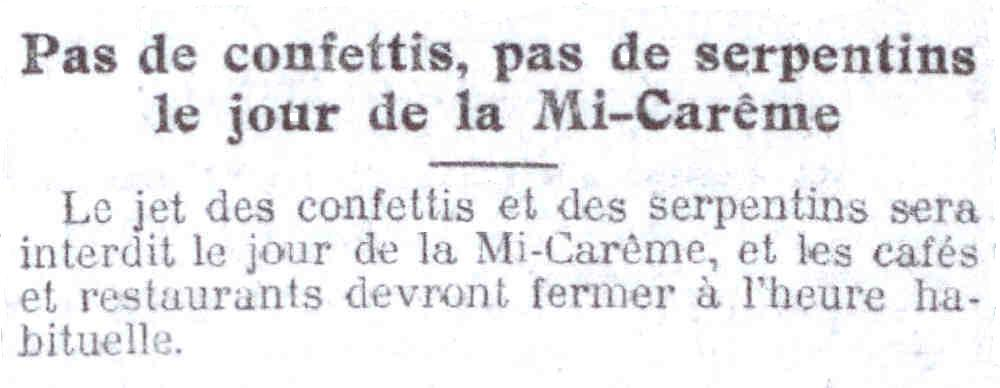
L'interdiction des confettis et serpentins à Paris en 1919.

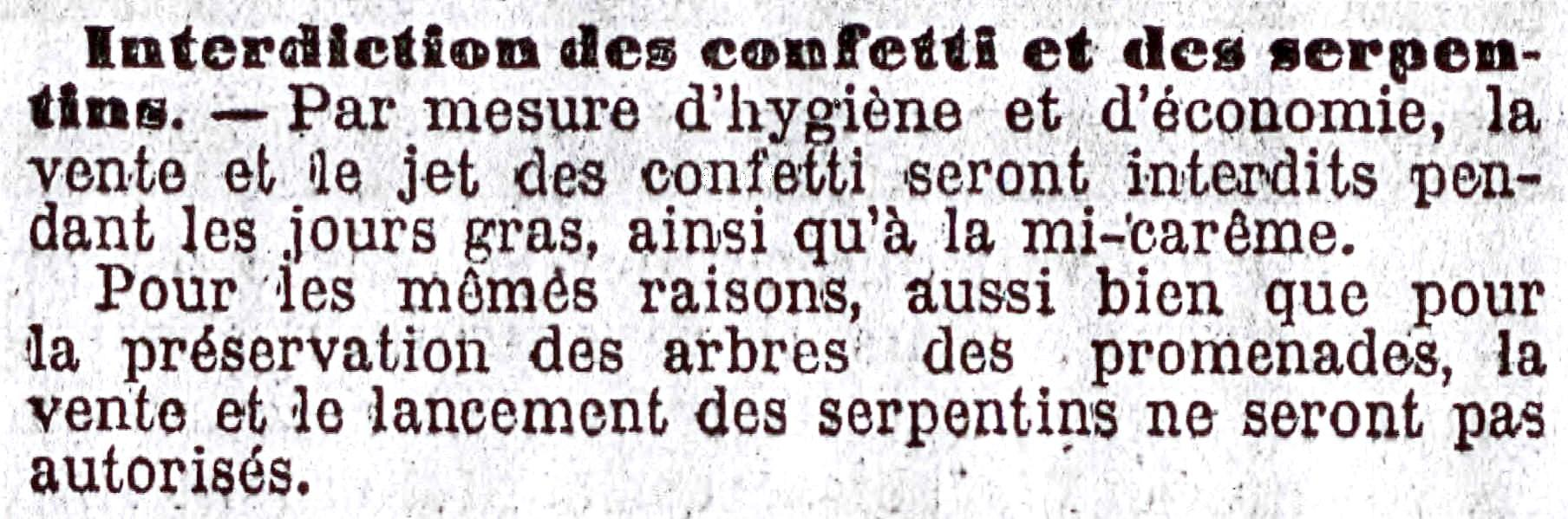
L'interdiction des confettis et serpentins à Paris reconduite pour 1921.

Au Carnaval de Paris 1905 à l'occasion de la Mi-Carême fut tenté, sans succès, le lancement d'un rival du confetti : les « granulettis ».
L'Humanité écrit à ce propos :
« Signalons enfin que le préfet de police a fait saisir et interdit la vente d'un rival du confetti, les « granulettis » — sorte de fragments de liège colorés — que l'on essayait de parisianiser, mais qui n'obtinrent à aucun moment la faveur du public. »

### Réglementer la taille des confettis en 1906
Canular ou information réelle, en mars 1906, Le Radical rapporte que des Belges ont voulu réglementer officiellement la taille des confettis :
En vue de la Mi-Carême, également, le conseil municipal de Saint-Josse-ten-Noode, près de Bruxelles, s'est assemblé pour discuter sur les dimensions à imposer aux confetti.
— Ils devraient avoir au moins la grandeur d'une pièce de cinquante centimes, a émis un conseiller.
— Sais-tu bien, a riposté un autre, on devrait exiger qu'ils soient grands comme une pièce de cent sous. Et il a ajouté finement : De cette façon, on les verrait venir !
Le bourgmestre, craignant sans doute de voir proposer que les confetti devinssent grands comme. la lune, s'empressa de faire nommer une commission spéciale — et voilà encore une réforme proprement enterrée !

### L'efficacité des bombardements aériens testée avec des confettis en 1908
Le 17 décembre 1908, des bombes chargées de confettis servirent à tester aux États-Unis l'efficacité des bombardements aériens.
L'Humanité du 20 décembre suivant rapporte à ce sujet :
LA GUERRE DE L'AVENIR
DU HAUT DES DIRIGEABLES
Les bombes détruiront les villes.
Agréables perspectives.
Pour démontrer combien il est facile de détruire une grande ville en lançant des bombes de la nacelle d'un dirigeable, un aéronaute américain, M. Roy Knobens Hill a fait jeudi soir une ascension par une pluie battante, au-dessus de la ville de Los Angeles, en Californie, sans être vu, même des personnes qui étaient prévenues.
Le ballon a décrit un circuit de 18 milles, au cours duquel l'aéronaute a laissé tomber une quantité de bombes chargées de confetti, sur l'Hôtel-de-Ville et les autres édifices importants. Quand M. Roy Knobens Hill est descendu, on a constaté que la ville aurait été complètement détruite si les bombes avaient été de véritables projectiles.
Cette expérience, d'après le Daily Mail, a été effectuée avec le consentement de l'autorité militaire et sera renouvelée prochainement au-dessus de New York.
Les perspectives que nous ouvre cette dépêche d'Amérique ne manquent pas de charmes. On voit d'ici, lors de la prochaine boucherie internationale, les villes détruites, incendiées, les habitants, hommes, femmes et enfants tués en masse par des projectiles, lancés... du haut des nuages.
Jamais, en présence de semblables faits, l'organisation et l'action internationale du prolétariat contre la guerre n"est apparue aussi nécessaire pour épargner au genre humain les pires éventualités. J. L.

### Contre les confettis en 1910
En 1910, Jules Claretie, parlant de la grande crue de la Seine à Paris, au nom de l'hygiène approuve l'interdiction des confettis intervenue pour le mardi gras 8 février :

« Puis il y a les sentimentalités inattendues, comme celle de cette dame attendrie à la fois et indignée, écrivant aux journaux une touchante lettre pour protester contre certains sauveteurs qui s'occupaient des inondés et laissaient se noyer deux ou trois pauvres petits chats (j'aime les chats, mais je préfère mes semblables), comme aussi ces publicistes qui déplorent déjà la mesure prise contre les confetti annuels. Que deviendront les pauvres vendeurs de confetti si M. Lépine maintient son ordonnance, et Paris sans confetti ne va-t-il pas être aussi triste que Paris sans lumière ?
Vainement, on répond aux avocats des « confettistes » qu'il s'agit de la santé publique, de la bouillie qui peut amener dans les égouts des engorgements périlleux. Les publicistes sentimentaux oublient que l'hygiène mérite aussi quelque sympathie, et pour consoler deux mille marchands de sacs multicolores, ils compromettraient la santé de millions de Parisiens. Sainte Pitié, que de sottises on dit et commet en ton nom ! »

Les confettis vont revenir dans les rues de Paris à l'occasion de la Mi-Carême le 3 mars suivant. R. de la Tour du Villard n'apprécie pas et écrit à ce propos dans La France illustrée du 12 mars 1910 :

« Avec la Mi-Carême sont revenus les confettis, les odieux confettis, supprimés le Mardi Gras par mesure préventive; on redoutait le vol de ces millions de petits ronds de papier, ayant séjourné dans les boues laissées par l'inondation ; il parait que celles de maintenant sont assainies et que la santé publique n'avait rien à craindre des confettis de la Mi-Carême.
Nous voulons bien en croire les pontifes de l'hygiène et de la salubrité.
On a donc jeté force confettis ; on en a même jeté, non seulement le jeudi, mais encore le dimanche précédent, celui-ci pour remplacer le Mardi Gras et en vue de donner satisfaction aux nombreux marchands de ces minuscules papillons qui se prétendaient lésés.
Car c'est devenu là, depuis quelques années, une véritable industrie ; le nombre des confettis lancés durant les derniers jours du carnaval et pour la mi-carême est incalculable ; l'air, sur certains points de Paris, s'en trouve raréfié, et le sol est couvert, à la fin de la journée, d'un épais et moelleux tapis.
On s'est donc, selon la formule, beaucoup diverti, et il fallait voir, sur les boulevards, de quel air lugubre on s'amusait ! à peine les enfants au-dessous de huit ans, et leurs bonnes, semblaient-ils avoir quelque plaisir à répandre cette poussière rouge, verte, jaune et bleue sur le visage des passants — et encore ! »

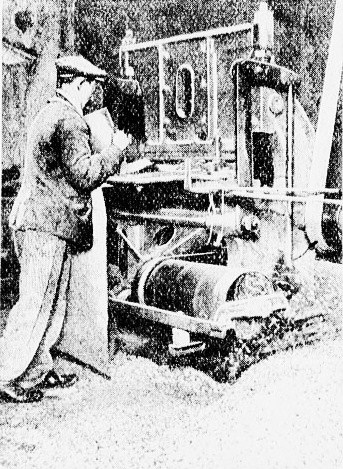
Machine à fabriquer les confettis, photo publiée fin 1911.

### La fabrication des confettis en 1911 à Paris
L'Almanach pratique du « Petit Parisien » écrit fin 1911 :

« La machine à découper les confettis est une perforeuse à multiples emporte pièce. Mue par la vapeur elle découpe automatiquement de longues bandes de papier de couleur. Les petits blocs de rondelles agglomérées par la pression, tombent dans une espèce de cylindre où tournent des ailettes d'acier, avec une vitesse folle... Les petits blocs, happés, battus, s'éparpillent en mille papillons qui, chassés par le violent courant d'air, s'amoncellent à la sortie du cylindre. Là, un homme les attire avec un râteau et les met en sacs à la pelle. »

### Un char de carnaval nantais dédié aux confettis en 1912

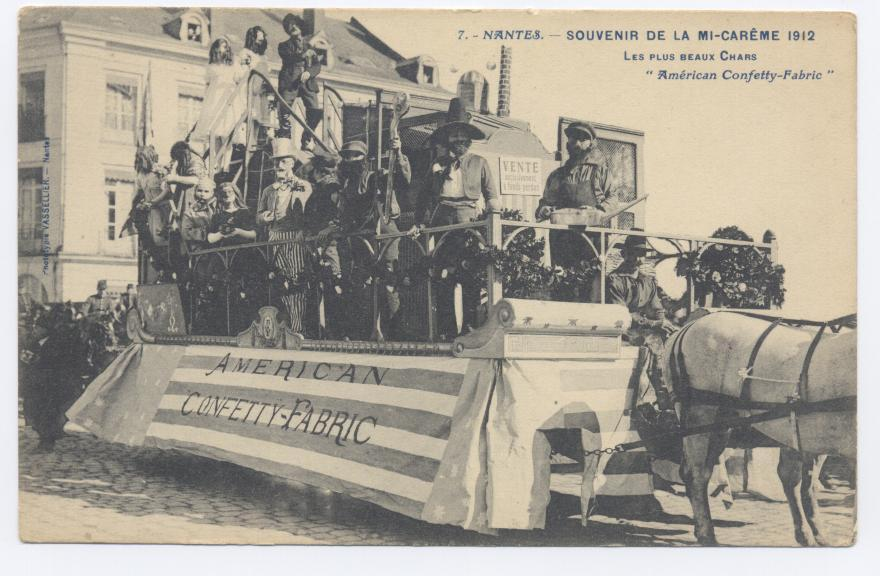
Le char de l'American Confetty-Fabric, au carnaval de Nantes 1912.

Au carnaval de Nantes, le jeudi de la Mi-Carême 1912, défile un char dédié aux confettis : le char de l'American Confetty-Fabric.

### L'interdiction des confettis à Paris
Les ennemis de la fête réussissent à faire interdire le jet de confettis au Carnaval de Paris de 1919 à 1932 inclus, excepté au Carnaval de Paris 1922, où il fut autorisé sous certaines conditions. On justifie l'interdiction en tant que mesure d'hygiène (les confettis propageraient des germes microbiens !) et d'économie (l'enlèvement des confettis après la fête coûtant soi-disant très cher).
Les défenseurs des confettis font remarquer à l'époque que les confettis sont autorisés partout en France et semblent ne rendre malade qu'à Paris.

### Contre l'interdiction des confettis en 1919

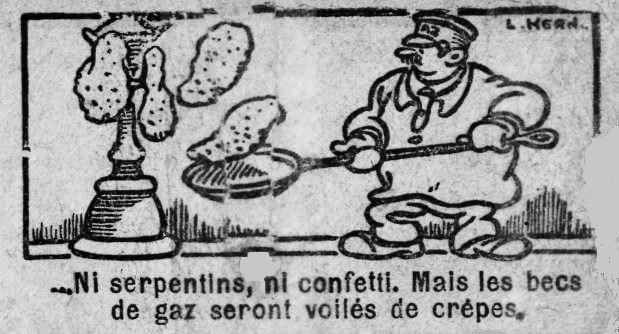
Dessin de L. Kern paru en première page du quotidien Le Journal, le Mardi Gras 17 février 1920.

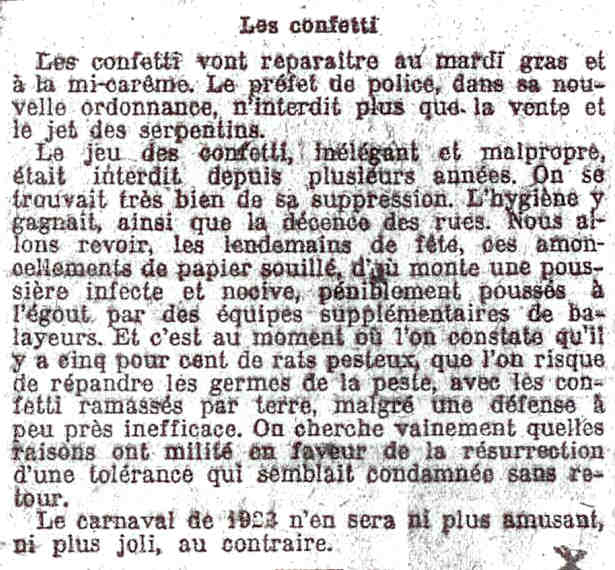
Les confettis exceptionnellement autorisés à Paris en 1922.

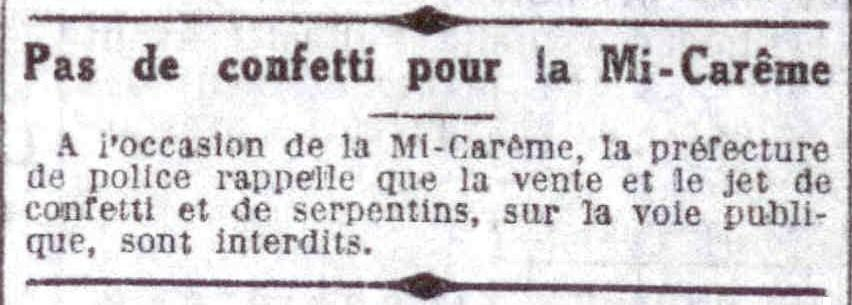
Interdiction des confettis et serpentins, Paris 1927.

Le 5 mars 1919, lendemain du mardi gras, dans L'Humanité, Victor Snell proteste contre l'interdiction des confettis à Paris et d'autres mesures empêchant les Parisiens de s'amuser :

« Le mardi pas gras
Il n'apparaît pas que se jeter des rondelles de papier à la figure soit une distraction qui témoigne d'un goût particulièrement relevé, mais il est un fait que quantité de gens y prennent agrément. Cela ne nuit à personne, d'autant plus que celui qui ne s'en accommode point n'a qu'à passer ailleurs.
Mais nos autorités ont jugé que ce sport naïf ne convenait pas à l'état d'armistice — pour les Parisiens du moins, et un oukaze préfectoral est venu leur signifier d'avoir à s'en abstenir pendant la journée d'hier qui lui était cependant traditionnellement consacrée. De par M. Raux nous avons donc eu un mardi gras lugubre, funéraire, lamentable : on s'est embêté par ordre.
Après les réjouissances qui ont suivi le 11 novembre on peut s'étonner de ce soudain retour de rigorisme — lequel n'a rien à faire avec le sentiment qu'il sied de conserver à l'endroit des tristesses de la guerre. Quand on demande licence pour les cafés de rester ouverts jusqu'à onze heures du soir, le gouvernement refuse en invoquant le manque de charbon. La raison ne vaut rien, mais à la tenir pour bonne sur ce point en quoi s'oppose-t-elle à ce qu'on fasse de la musique pendant les heures d'ouverture ?
Aussi bien, on peut se demander pourquoi, égaux constitutionnellement, les citoyens sont pratiquement divisés en Français de première et de seconde zone ? À Marseille, les restaurants ne ferment qu'à onze heures, et à Toulon, il y a concert dans les cafés. Y a-t-il donc deux genres d'attitude officielle. L'une intelligente et libérale pour le Midi, et l'autre pour Paris ? Ou bien, les Parisiens ont-ils démérité en quelque façon et doivent-ils être punis ?
La triste journée d'hier est peut-être un succès pour le gouvernement : mais aux yeux des moins prévenus elle n'a semblé qu'une hypocrite manifestation. Car s'il est détestable de forcer les gens à s'amuser quand ils ne le veulent pas, il l'est tout autant de le leur interdire lorsqu'ils en ont envie. Quel Paul-Louis écrira à nos cuistres la « Lettre des Parisiens qu'on empêche de jeter des confetti. » ? »

En 1921, en lisant entre les lignes du compte-rendu de la journée de la Mi-Carême fait par Le Gaulois, on voit que le mécontentement existe face à l'interdiction des confettis et serpentins :

« Le préfet de police avait pris la sage mesure, généralement approuvée, d'interdire confettis et serpentins, c'était parfait et cela évitait des incidents parfois regrettables. »

Le « généralement » en dit long, sous la plume d'un journaliste hostile aux confettis et serpentins censés générer « des incidents parfois regrettables. »
Seule exception aux interdictions durant les années 1919-1932, les confettis sont autorisés au Carnaval de Paris 1922 par une ordonnance du Préfet de police en date du 23 décembre 1921. Cette autorisation relève très probablement de la bienveillance du préfet de police Robert Leullier (mort en fonction, il n'est en exercice que du 13 mai 1921 au 5 juillet 1922, durant une période comprenant le seul Carnaval de Paris 1922).
Mais un autre obstacle va s'opposer en 1922 à l'usage des confettis : leur prix. Le Monde illustré écrit à propos du Mardi Gras 1922, le 4 mars de cette année-là :

« Des groupes, où se glissaient parfois de petits zouaves et de jeunes Lorraines, déambulèrent sans conviction, lançant parcimonieusement quelques confetti.
Où étaient les pluies d'antan ?
Où étaient aussi les prix d'antan ?
Le kilo multicolore atteignait de telles sommes que les flâneurs hésitaient à acheter les sacs, si joyeusement et si facilement vendus jadis. Les confetti eux aussi furent les victimes de la Paix. »

L'interdiction du jet de confettis est levée à Paris en 1933 : ...« le préfet de police n'a pas cru indispensable de renouveler son ordonnance – également traditionnelle – interdisant le jet de confettis. » Elle semble avoir été renouvelée encore plusieurs fois jusqu'en 1938.
Faisant allusion de façon comique à l'interdiction des confettis et serpentins à Paris, Louis Forest dans Le Journal amusant, annonçant le défilé du 14 juillet 1920, précise que ce jour-là : « Le jet des confettis, serpentins, couvercles de poêle, cailloux, grenades, etc. sera sévèrement interdit. »

### 1929: interdiction des confettis et serpentins dans les fêtes foraines à Paris
Le 8 juillet 1929, le Préfet de police de Paris publie une ordonnance réglementant les fêtes foraines. On y lit notamment que sont interdits :
8° La vente et l'emploi de petites cannes, confetti, serpentins, spirales, plumes de paon, balais en plumes ou en papier, instruments en baudruche qui, gonflée, prennent la forme de saucissons, carottes, navets, etc., et, en général, de tous objets de même nature,

### 1939: confettis et serpentins autorisés à la Fête nationale française à Paris
Si on en croit le journal Ce soir, qui en parle le 12 juillet 1939, confettis et serpentins ont envahi la Fête nationale française à Paris :

« Durant trois jours les places publiques, les carrefours et les trottoirs seront transformés en dancings sous les lampions; on reverra les habituels et fragiles kiosques ou estrades de bois, avec leurs accordéonistes et leurs jazz-band. Des milliers de sacs de confetti se déverseront encore sur les têtes, des milliers de serpentins, se dérouleront encore dans l'air. »

### 1953: confettis et serpentins interdits à la Fête nationale française à Paris
On lit dans les Mesures d'ordre et de sûreté à observer pendant la Fête nationale du 14 juillet 1953. prises par le Préfet de police de Paris le 4 juillet 1953 et publiées dans le Bulletin municipal officiel de la Ville de Paris du 8 juillet 1953 :
Art. 5. — La vente, l'usage ou la projection de confetti, serpentins, spirales, balais en papier, petites cannes, etc. sont formellement interdits sur la voie publique.

### Les confettis dans le monde
Le mot « confetti » a été adopté dans beaucoup de langues.
En italien aujourd'hui le confetti en papier est appelé « coriandoli », ce qui signifie « coriandres ».
L'article du Wikipédia italien indique que, dès 1597, les graines de coriandre remplaçaient les amandes dans la confection des dragées que l'on jetait au Carnaval et aux mariages. De ce fait jadis confetti et coriandoli étaient utilisés à égalité pour désigner ces projectiles sucrés. En italien aujourd'hui « coriandoli » désigne le confetti papier et « confetti » le confetti confiseries.

### Confettis en pétales de fleurs et canons à confettis
L'article « Confetti » du Wikipédia anglophone indique qu'il existe aux États-Unis de nos jours une variété de confettis faite de pétales de fleurs naturelles et utilisée lors des mariages.
Des canons à confettis sont quelquefois utilisés durant les manifestations festives. Ils projettent à ces occasions de grandes quantités de confettis (facilement des centaines de kilogrammes en quelques heures).

### Voies nommées en l'honneur du confetti
Une demi-douzaine de voies aux États-Unis sont nommées en l'honneur du confetti :
- Arizona
  - Confetti Lane, Maricopa
- Californie
  - Confetti Place, Chipley
  - Confetti Court, El Grove
  - Confetti Lane, Margate
- Floride
  - Confetti Drive, Windermere
- Texas
  - Confetti Drive, El Paso

### Ticker-tape parade

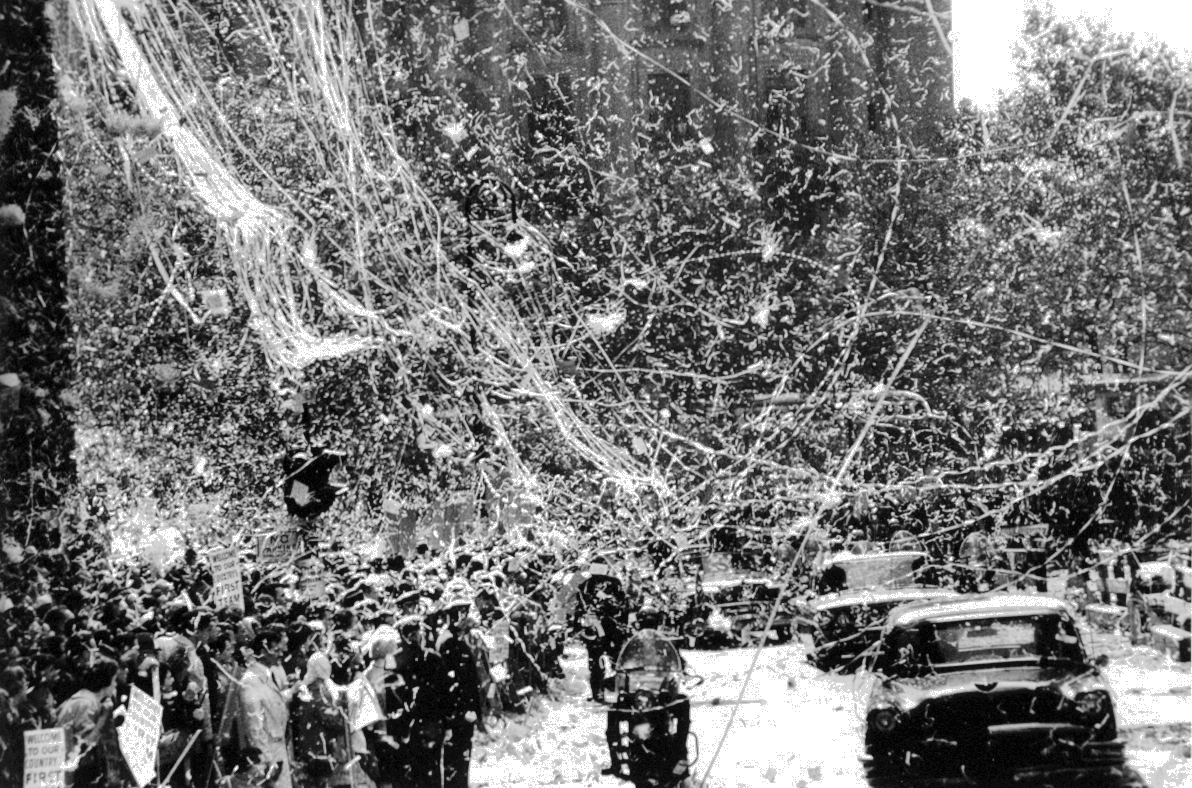
Ticker-tape parade en l'honneur de Richard Nixon en 1960 à New York.

La Ticker-tape parade se pratique aux États-Unis et rappelle l'emploi du confetti et du serpentin. Elle consiste à réduire en petits morceaux une très grande quantité de papiers de rebut, en particulier à l'origine des longues bandes de papier provenant des téléscripteurs boursiers (« Ticker tape », en anglais), ou de nos jours des annuaires usagés, et les jeter des fenêtres sur le défilé d'une personnalité qu'on a choisi d'honorer. Le lancer de bandes perforées entières rappelle les premiers serpentins employés jusqu'en 1914 et beaucoup plus longs que ceux d'aujourd'hui.
La première Ticker-tape parade fut spontanée et eut lieu à New York le 28 octobre 1886 à l'occasion de l'inauguration de la statue de la Liberté.
Cette impressionnante pratique est aujourd'hui règlementée. À New York elle a besoin d'une autorisation préalable des autorités municipales.

### Usage féministe contemporain des confettis
Le collectif féministe mexicain Las Hijas de Violencia (Les filles de la violence) use aujourd'hui, par dérision, du pistolet à confettis pour affronter symboliquement les harceleurs sexuels de la rue à Mexico.
Le groupe mitraille avec des confettis les harceleurs, puis entonne en chœur une chanson protestatrice de sa composition : Sexista Punk (Punk sexiste).

### Autre sens du mot «confetti»
Au sens figuré, le mot « confetti » a donné l'expression « faire des confettis » avec une feuille de papier ou « la réduire en confettis », qui signifie la découper ou déchirer en petits morceaux. Le mot « confetti » prenant alors le sens de « petits morceaux de papier », pas nécessairement ronds et pas nécessairement utilisés pour être jetés dans la fête.

## Documentation
(février 2021).

### Les confettis au Carnaval de Rome vers 1856

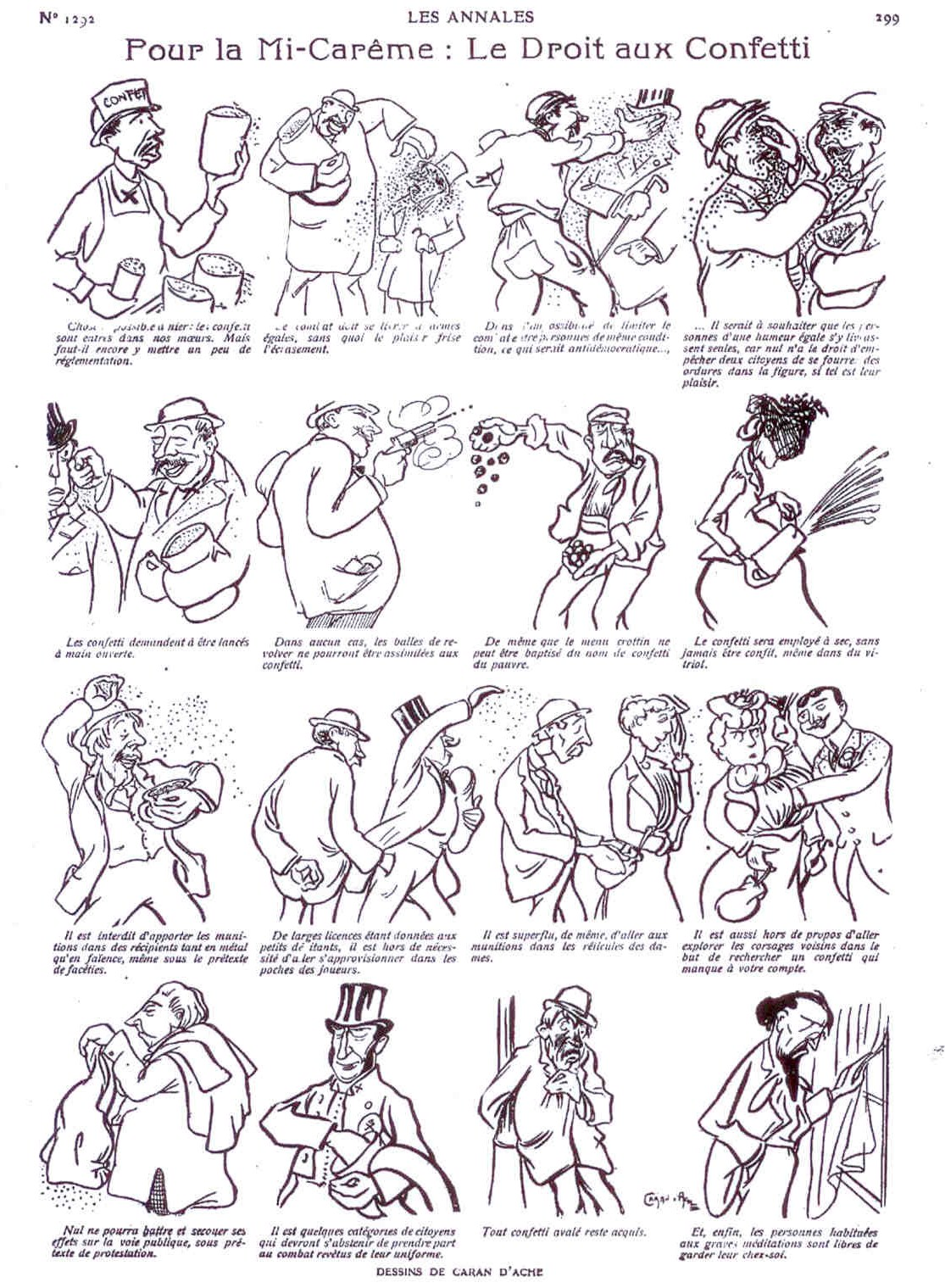
Mi-Carême : Le Droit au Confetti, par Caran d'Ache, 1908.

Paul de Musset écrit en 1856 :

« Le mardi gras arrivé, ces préludes ayant échauffé les têtes, le délire devient général. La bonne compagnie s'en mêle, et descend dans la rue pour se livrer au bruyant plaisir de la guerre des confettis : on appelle ainsi de petites dragées blanches, très-légères, mêlées de farine, et qu'on peut se jeter au visage sans danger. Au milieu de la journée, les calèches découvertes, où se tiennent les jeunes gens, s'accumulent dans le Corso. On puise dans les corbeilles à pleines mains, et on lance les confettis en haut, en bas, à gauche, à droite sur tout ce qui se présente. De leurs balcons, les dames ripostent et versent des paniers entiers de confettis sur les calèches où elles voient des visages de leur connaissance. En moins d'une heure, les passants, les chevaux, les voitures et le pavé de la rue sont blanchis par la grêle. La nuit seule met fin au combat. »

### Les confettis en papier à la Mi-Carême 1893 à Paris
Les confettis en papier et serpentins à leurs débuts, vus par Le Journal illustré :

« Tout a conspiré en faveur d'une réussite complète : le temps, qui a été d'une douceur exquise, les confettis et les serpentins, confectionnés en abondance, qui avaient donné aux belligérants des munitions. Et qui n'était belligérant ? Les dernières résistances ont été vaincus. Il y avait contre les confettis des préventions. On leur reprochait, étant quelquefois ramassés à terre, d'être souillés de la poussière du sol. C'est un reproche qu'on n'a plus à leur faire, il y en a une telle quantité qu'ils sont dépensés dans leur fraîcheur.
C'est devenu un divertissement universel. Les plus hésitants sont sortis de leur réserve, ils en ont reçu, ils en ont jeté. On a vu des messieurs très graves, des dames du meilleur monde, sans scrupule ni fausse gêne, se livrer à cet exercice, décidément entré dans nos mœurs.
Il est sans inconvénient, il n'est pas dangereux, pas salissant, et il crée cette complicité carnavalesque de tous, sans laquelle il n'est point de bon carnaval possible.
Le serpentin, d'une autre manière, plus gracieuse peut-être, a contribué à l'éclat de cette fête exceptionnelle qui comptera dans les fastes de la franche gaité parisienne. C'est un décorateur incomparable, avec ses tons fins et délicats, ses frissons légers. Il ondule, serpente, flotte, en banderoles capricieuses, et transforme les rues prosaïques en un décor de féerie. Vu de haut, à travers le gracieux tissu de ces fils entremêlés, roses, bleus, jaunes, d'un pâle si alangui, on eût dit un paysage idéal, un paysage d'hiver tout poudré de givre multicolore.
Le confetti et le serpentin ont été pour cette Mi-Carême ce que la lanterne vénitienne a été pour le 30 juin 1878. »

### La bataille de confettis en plâtre à Nice vers 1893
Le Guide-Bleu de Nice paru en 1893-1894 décrit ainsi la grande bataille de confettis en plâtre qui a lieu durant le Carnaval de cette ville :

« Les fêtes commencent par un défilé de chars, masques, mascarades, voitures décorées, et cela au milieu d'une bataille effrénée à laquelle toute la population prend part : la bataille des confetti.
Les confetti sont des boulettes de plâtre coloriées, de la grosseur d'un petit pois. Celui qui veut prendre part à la bataille emporte avec lui ses munitions et, le visage protégé par un grillage en fil de fer, la tête, resserrée par un bonnet, armé d'une petite pelle qui sert à lancer les confetti se jette bravement dans la mêlée ; alors gare au premier qui l'attaque. Gare surtout au malheureux chapeau haut de forme qui s'aventure sur le parcours du défilé carnavalesque ; on en fera impitoyablement un accordéon.
La rue Saint-François-de-Paule, la promenade du Cours et la place de la Préfecture; où sont construites les tribunes, sont les endroits les plus animés.
Qui n'a pas vu le Carnaval de Nice ne peut s'en faire une idée bien exacte ni comprendre qu'une population entière puisse arriver à ce degré de folie qui la fait se ruer tout à coup dans la rue pour se lancer mutuellement à la tête de petites boulettes de plâtre. Et cependant combien de nos jolies mondaines appartenant à la colonie étrangère se précipitent au sein de la mêlée, au milieu des bruits de la foule, des piétinements des chevaux, des cris des masques et des notes aigres des fanfares.
Les personnes qui ne voudront pas prendre part à la bataille des confetti pourront louer des places sur les tribunes de la Préfecture ou mieux encore une fenêtre ou un balcon donnant sur la rue Saint-François-de-Paule. Elles assisteront de là au spectacle de la lutte, sans crainte de receveur la moindre pelletée de confetti. »

### Russes, fleurs et confettis à Toulon en 1893
En 1893, lors de la réception des marins russes à Toulon « 800 convives ont assisté au banquet offert par la municipalité sous une immense tente étoilée de bleu qui abritait la grande cour du lycée. » Et l'après-midi :

« En sortant du lycée, l'amiral Avellan, accompagné du maire et des amiraux français, s'est rendu à pied à la bataille des fleurs. Les chars étaient magnifiques. Les officiers et marins russes ont pris gaiement part à la fête. La foule s'amusait beaucoup de voir les amiraux et les officiers en grande tenue jeter des fleurs et des confetti sur les passants. »

### Deux accidents de confettis en 1894
Dans son compte-rendu des fêtes de la Mi-Carême 1894 à Paris, Le Petit Journal écrit :

« À six heures un quart, boulevard des Italiens, juste en face du Vaudeville, un monceau de confetti prend feu. Comment ? On ne sait. On pousse le tas dans la bouche d'égout, mais ça flambe encore. Alors, une petite panique se produit.
Les pompiers du poste de la rue de Choiseul, avertis, arrivent au pas de course. En quelques instants, tout est remis en ordre, et la foule circule comme auparavant, pleine d'entrain et de gaité.
À dix heures trois quarts, rue Auber, des passants, en lançant des confettis à un nommé Ménard, l'ont frappé involontairement à la tête. Ménard a été sérieusement blessé ; on l'a transporté au poste de l'Opéra d'où une voiture des Ambulances urbaines l'a conduit à l'hôpital Lariboisière. »

### 1895:Les Confettis
- Chansonnette, créée par Maréchal, à Trianon-Concert, dédiée à Messieurs Borney et Desprez, Innovateurs des Confettis Parisiens, paroles de Jean Meudrot, musique de Georges Hauser, Paris 1895.

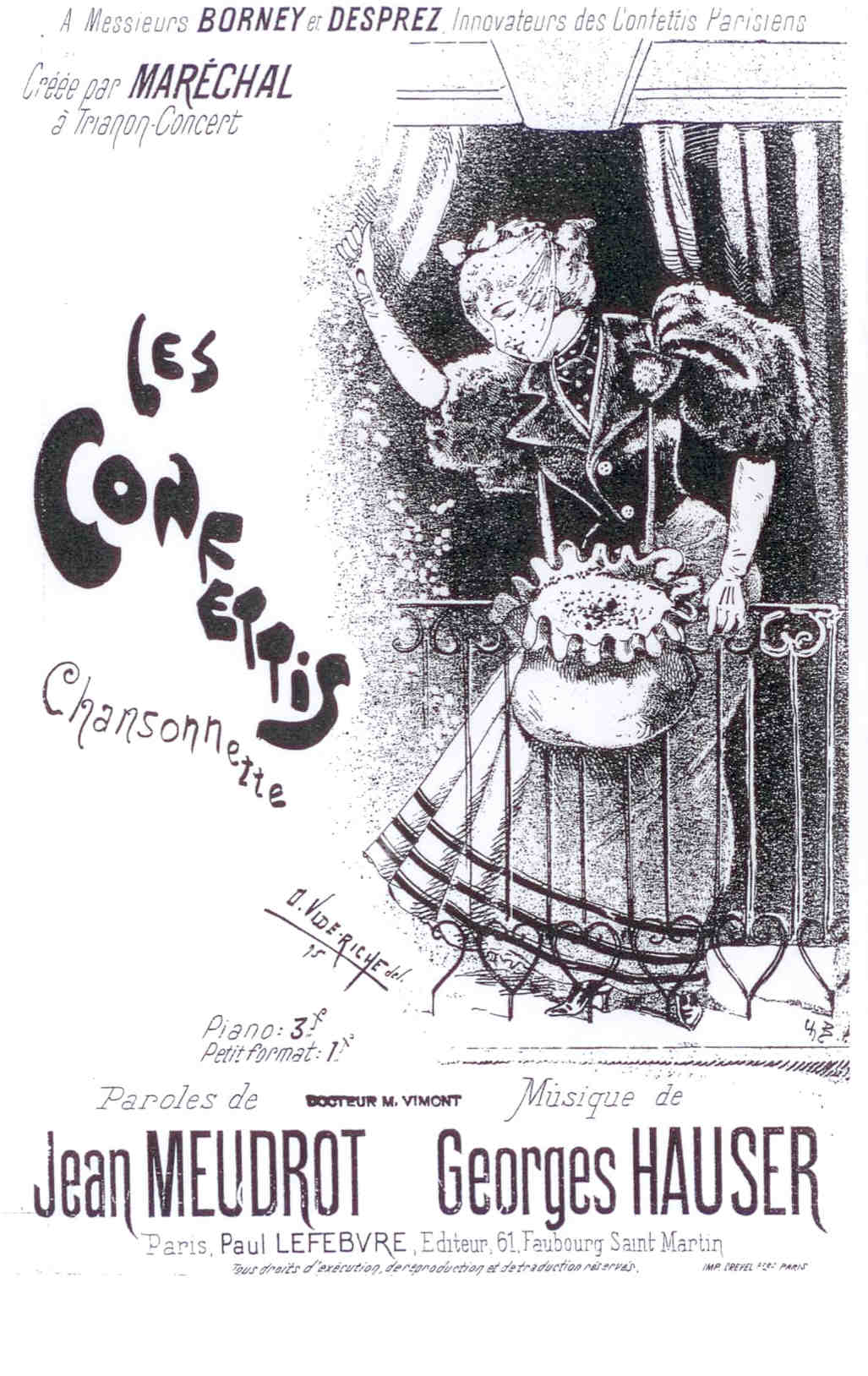
Couverture de la partition Les Confettis.

| - 1 - Depuis déjà nombre d'années Le bœuf gras ne promène plus Devant les foules étonnées Les splendeurs de ses flancs joufflus Le carnaval navrant spectacle Serait pour sûr mort de langueur Si les confettis par miracle N'avaient ranimé sa vigueur | - 2 - Le Mardi gras, la Mi-Carême Petits et grands voulant leur part De ce nouveau jeu que l'on aime Envahissent le boulevard Alors la bataille s'engage On se bombarde à pleines mains Et des balcons, c'est avec rage Qu'on déroule les serpentins | - 3 - Or ces jours de fêtes si rares Ont causé pour des amoureux Des rencontres plutôt bizarres Qui n'auraient pas eu lieu sans eux C'est ainsi que ma sœur Hortense De son futur époux s'éprit, Par des confettis, ça commence Et par un hymen ça finit | - 4 - Je sais qu'il est des messieurs tristes Qui blâment ces ronds salissants Trouvez donc autre chose artistes Nous vous serons reconnaissants Mais en attendant autre chose Ce jeu n'est pas près de finir Il est gai : son succès s'impose Paris ne doit pas le bannir. | - Refrain, Gaiement - Quand s'amuse Paris Vivent les confettis Papillons roses, blancs, bleus, gris, Neige au reflet multicolore Vous avez rajeuni le carnaval vieilli C'est pourquoi le joyeux titi Vous lancera longtemps encore Quand s'amuse Paris Vivent les confettis Papillons roses, blancs, bleus, gris, Neige au reflet multicolore Vous avez rajeuni le carnaval vieilli Quand s'amuse Paris Vivent les confettis |

### Les confettis à la Cavalcade du Bœuf Gras 1897
Extrait d'un article de La Patrie :
Les confettis ont donné avec un entrain extraordinaire. On a évalué la quantité de confettis jetés sur le seul parcours du bœuf gras à 60 mètres cubes — soixante tombereaux de ces petits ronds de papier multicolores, c'est énorme !
Les couleurs dominantes, hier, étaient le violet, le jaune et l'oranger.

### La bataille de confettis sous la pluie en 1898

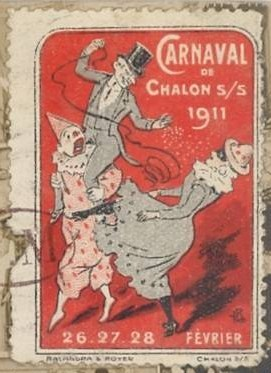
Vignette commémorative du Carnaval de Chalon-sur-Saône 1911.

Jules Claretie écrit :
Pour faire pendant à l'Amour mouillé, nous avons eu le Carnaval mouillé, qui n'eût point tenté Anacréon mais Bruant, et tout s'est passé le mieux du monde sous l'ondée. Ce n'était pas beau, le soleil manquait et la mascarade semblait médiocre. Mais le besoin de se divertir secouait cette foule quand même, et les croquis étaient bons à prendre encore pour les peintres de la vie parisienne.
Curieuse aquarelle la chaussée du boulevard, transformée en une sorte de lac de confiture, où quelques masques clairsemés, des pierrots tout blancs, semblaient de gros morceaux de sucre tombés dans une immense tarte à la groseille. Et partout les petites rondelles polychromes ; un paysage parisien traité par un pointilliste ; les promeneurs et les promeneuses protégeant de leurs parapluies ruisselants ces sacs de confettis mouillés qui, tout à l'heure, appendus la devanture des vendeurs, ressemblaient à des jambons étalés devant la boutique d'un charcutier.
Ce n'était pas précisément élégant, et les peintres des fêtes galantes n'eussent pas choisi ces scènes réalistes de carnaval crotté. Watteau a manqué. Mais l'envie de s'amuser persistait, évidente, jusque sous les grêlons et dans les flaques d'eau, L'appétit d'un oubli quelconque, le besoin de protester par un gros rire contre le temps maussade et les atroces soucis du jour.

### Un serpentin lanceur de confettis en 1899
Dans la description du cortège de la Mi-Carême parisienne 1899 défilant sous la pluie, apparaît un nouveau modèle de serpentin lanceur de confettis :
Avec sa badauderie habituelle, le public parisien s'est empressé, sur son parcours, en foule joyeuse et, ç'a été l'ordinaire bataille des confetti formant bientôt a terre une boue gluante et bigarrée, tandis que, des fenêtres, les curieux .lançaient force serpentins, échevelant les arbres d'un réseau multicolore. L'innovation de cette année a été un serpentin nouveau jeu, dont le déroulement vous couvrait d'une mitraille de confetti.

### La fabrication des confettis et serpentins en 1902
Alcide Jollivet écrit dans Le Journal du dimanche :
CONFETTI ET SERPENTINS
Ils ont fait rage les jours gras de cette année. Les Parisiens — les Parisiennes surtout — ne semblent pas s'en lasser. Ce furent sur les boulevards une animation extraordinaire, des luttes épiques. Et l'aspect est vraiment pittoresque, de cette pluie multicolore qui s'abat sur les passants et étale à terre un tapis continu de quatre ou cinq centimètres d'épaisseur. Et les serpentins enrubannent les arbres, tombent sur les voitures et les promeneurs.
La fabrication de ces engins inoffensifs est des plus simples. On prend de l'affiche dont on superpose un certain nombre de feuilles afin d'en obtenir une épaisseur d'environ deux centimètres. Chaque paquet ainsi préparé est glissé entre deux tables en acier, perforées de nombreux trous, et dans lesquels on fait pénétrer de force des emporte-pièces également en acier, et formés de tubes pleins qui enlèvent la couche de papier qu'ils rencontrent. Il en résulte toute une série de rondelles qui tombent dans une corbeille placée en dessous. On relève alors mécaniquement l'emporte-pièce, on replace un nouveau paquet de papier entre les deux tables, puis on recommence l'opération jusqu'à ce qu'on ait obtenu une quantité suffisante de confetti. Pour les séparer les unes des autres, ces rondelles sont battues et malaxées, et, finalement, mises en sac.
On a calculé que chaque bataille de confetti coûte aux combattants près de cent cinquante mille francs. Excusez du peu...
Pour les serpentins, on enroule le papier sur des disques de bois armés de couteaux circulaires convenablement espacés, et qui coupent le papier, au fur et à mesure de son enroulement, en bandes de 1 centimètre de largeur sur une longueur de 200 mètres environ.

### Le Mardi Gras 1903 à Paris

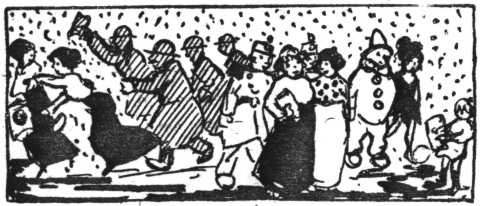
Bataille de confettis au Carnaval de Paris vers 1913.

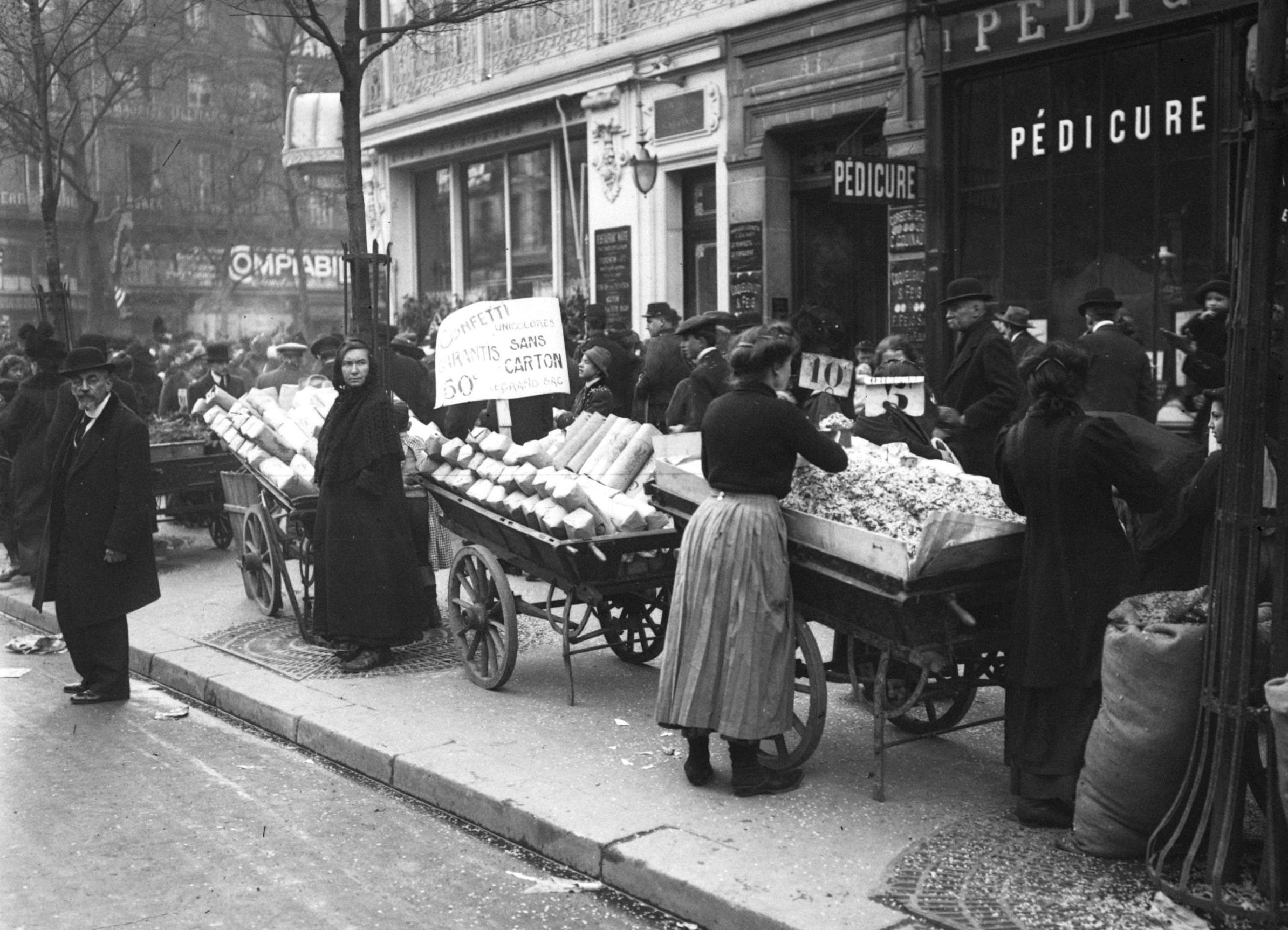
Marchands de confettis au Carnaval de Paris en 1914.

« La soirée du Mardi Gras », article dans Le Petit Journal :
Les scènes scandaleuses qui se sont produites dans la soirée de mardi, au plus fort de la bataille de confettis — scènes qui ont provoqué l'arrestation de près de quatre cents individus, — ont beaucoup ému la préfecture de police.
Il ne s'agissait pas en effet de personnages seulement trop brutaux; beaucoup étaient, de plus, malintentionnés et, sans compter les voleurs à la tire, les individus porteurs d'armes prohibées, il s'en est trouvé beaucoup qui se sont livrés sur les promeneurs, sur les femmes en particulier, à des sévices particulièrement graves.
Aussi une longue conférence a-t-elle eu lieu hier, à ce propos, à la préfecture de police, entre M. Lépine et M. Touny, directeur de la police municipale.
Malheureusement, les deux hauts fonctionnaires ont dû se contenter de décider que pour la prochaine fête — la Mi-Carême — ils enverraient se mêler à la foule un grand nombre d'agents en bourgeois auxquels des ordres seront préalablement donnés pour intervenir entre les passants et ces individus dangereux que l'on désigne, aujourd'hui, sous le nom pittoresque d'« Apaches ».
Là, en effet, peut se borner le rôle de la police. La cause initiale des désordres est le jeu de confettis; il ne peut être question d'en interdire la vente qui intéresse beaucoup le commerce.
Cependant, nous croyons savoir que, tout en reconnaissant que ce jeu ne peut être interdit dans la journée, le préfet de police examine très sérieusement la possibilité d'en diminuer les dangereux excès en le défendant dès la nuit tombée.
Dans le cas présent, l'action de la police doit se borner à arrêter les délinquants pris en flagrant délit; c'est ce qui a été fait mardi soir.
L'exagération journalistique manifeste et la culpabilisation abusive des confettis à l'occasion du Mardi Gras 1903 est soulignée par le débat par moments comique qui a lieu au Conseil municipal de Paris le 9 mars 1903. Et qui est intégralement reproduit imprimé dans le Bulletin municipal officiel de la ville de Paris, consultable en ligne.

### 1918: les confettis de l'Armistice
En novembre 1918, les confettis participent de la liesse populaire à Paris, quand les Parisiens fêtent la fin de la Grande Guerre. L'Humanité écrit, le 13 novembre 1918 :

« Tout Paris a chômé hier à l'occasion de l'armistice. Et la même liesse qui s'était manifeste la veille a encore une fois caractérisé la physionomie de la rue. Le même enthousiasme a régné, les mêmes scènes qui avaient déjà égayé la ville se sont reproduites un peu partout, et les grands boulevards, envahis par la foule des promeneurs, ont encore repris cette allure si particulière d'animation intense, de gaieté profonde et mouvementée, qui caractérisait les jours de mi-carême avant la guerre. On a même, par endroits, jeté des confetti ! »

### Les confettis autorisés en 1922 à Paris

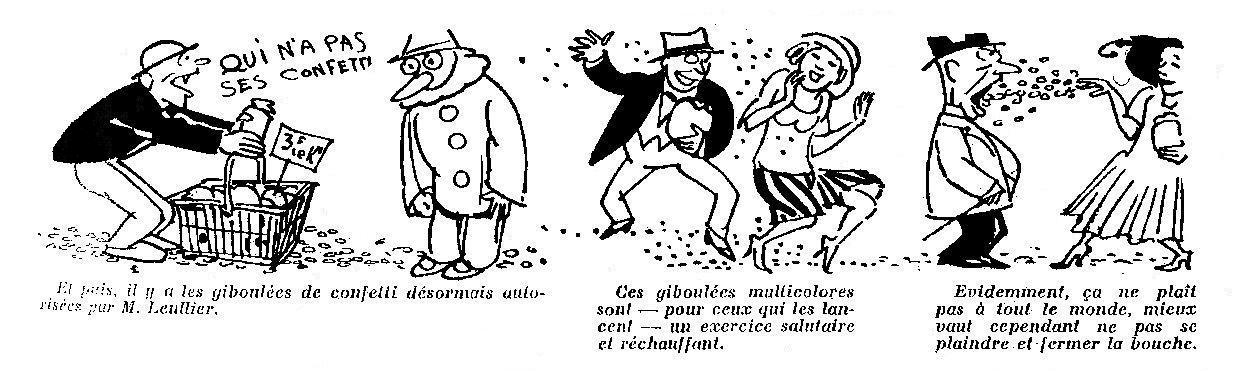
Dessins de Radiguet dans Le Journal amusant du 18 mars 1922.

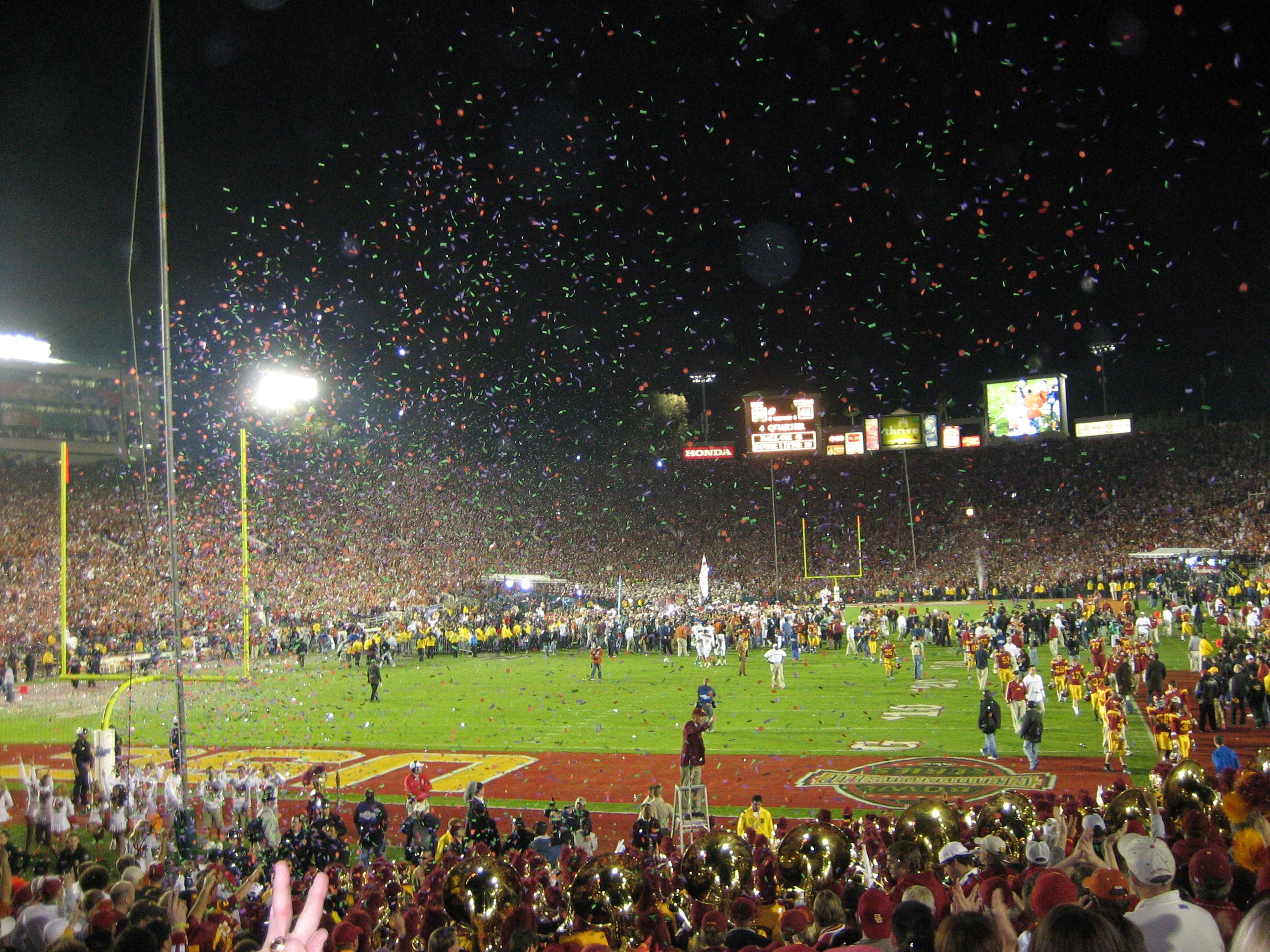
Pluie de confettis au stade Rose Bowl de Pasadena, Californie, États-Unis, à la fin du Rose Bowl 2006.

Le 23 décembre 1921, sort une Ordonnance du Préfet de police autorisant sous certaines conditions la vente et le jet de confettis le Mardi Gras et le jeudi de la Mi-Carême 1922. Alors qu'ils étaient interdits depuis 1919. Cinq jours plus tard, Le Temps s'élève contre cette décision :

« Les confettis vont reparaître au mardi gras et à la mi-carême. Le préfet de police, dans sa nouvelle ordonnance, n'interdit plus que la vente et le jet des serpentins.
Le jeu des confettis, inélégant et malpropre, était interdit depuis plusieurs années. On se trouvait très bien de sa suppression. L'hygiène y gagnait, ainsi que la décence des rues. Nous allons revoir, les lendemains de fête, des amoncellements de papier souillé, d'où monte une poussière infecte et nocive, péniblement poussés à l'égout par des équipes supplémentaires de balayeurs. Et c'est au moment où l'on constate qu'il y a cinq pour cent de rats pesteux, que l'on risque de répandre les germes de la peste, avec les confettis ramassés par terre, malgré une défense à peu près inefficace. On cherche vainement quelles raisons ont milité en faveur de la résurrection d'une tolérance qui semblait condamnée sans retour.
Le carnaval de 1922 n'en sera ni plus amusant, ni plus joli, au contraire. »

Le Petit Journal se plaint de la cherté des confettis vendus le mardi gras 1922 à Paris et qui en limite l'usage. Il rapporte aussi qu'au défilé du jeudi de la Mi-Carême, le 23 mars suivant, les confettis ont eu un grand succès :

« Sur les flancs du cortège, une foule immense, compacte, moutonnant joyeusement et se bousculant avec bonne humeur, se pressait, heureuse et bruyante, enserrant étroitement les rares véhicules qui la traversaient, parsemée de « déguisés » touchants, embrumée des confetti lancés par des mains innombrables et pareille, vue de haut, grâce aux chapeaux rouges dont les femmes sont folles en ce moment, à un océan noir, sillonné de petits bateaux pourpres. »